# Lista de asteroides (4001-5000)
Esta é uma lista parcial de asteroides, do asteroide número 4001 até o 5000, inclusive. Veja também o índice com todas as listas disponíveis.

| Objeto Próximos à Terra | Cinturão de asteroides (interno) | Cinturão de asteroides (externo) | Centauro       |
| Cruzador de Marte       | Cinturão de asteroides (meio)    | Troianos de Júpiter              | Transnetuniano |

Veja mais dados de cada asteroide na ligação externa para o Minor Planet Center na última coluna.
Índice: 4001... 4101... 4201... 4301... 4401... 4501... 4601... 4701... 4801... 4901... 

## 4001–4100
| Designação             | Designação | Descoberta  | Descoberta             | Descobridor(es)              | Categoria | Mais informações / Referência |
| Permanente             | Provisória | Data        | Local                  | Descobridor(es)              | Categoria | Mais informações / Referência |
| ---------------------- | ---------- | ----------- | ---------------------- | ---------------------------- | --------- | ----------------------------- |
| 4001 Ptolemaeus        | 1949 PV    | 2 ago 1949  | Heidelberg             | K. Reinmuth                  | —         | MPC                           |
| 4002 Shinagawa         | 1950 JB    | 14 mai 1950 | Heidelberg             | K. Reinmuth                  | —         | MPC                           |
| 4003 Schumann          | 1964 ED    | 8 mar 1964  | Tautenburg Observatory | F. Börngen                   | —         | MPC                           |
| 4004 Listʹev           | 1971 SN1   | 16 set 1971 | Nauchnij               | Crimean Astrophysical Obs.   | —         | MPC                           |
| 4005 Dyagilev          | 1972 TC2   | 8 out 1972  | Nauchnij               | L. V. Zhuravleva             | —         | MPC                           |
| 4006 Sandler           | 1972 YR    | 29 dez 1972 | Nauchnij               | T. M. Smirnova               | —         | MPC                           |
| 4007 Euryalos          | 1973 SR    | 19 set 1973 | Palomar                | PLS                          | Vesta     | MPC                           |
| 4008 Corbin            | 1977 BY    | 22 jan 1977 | El Leoncito            | Félix Aguilar Obs.           | —         | MPC                           |
| 4009 Drobyshevskij     | 1977 EN1   | 13 mar 1977 | Nauchnij               | N. S. Chernykh               | —         | MPC                           |
| 4010 Nikolʹskij        | 1977 QJ2   | 21 ago 1977 | Nauchnij               | N. S. Chernykh               | —         | MPC                           |
| 4011 Bakharev          | 1978 SC6   | 28 set 1978 | Nauchnij               | N. S. Chernykh               | —         | MPC                           |
| 4012 Geballe           | 1978 VK9   | 7 nov 1978  | Palomar                | E. F. Helin, S. J. Bus       | —         | MPC                           |
| 4013 Ogiria            | 1979 OM15  | 21 jul 1979 | Nauchnij               | N. S. Chernykh               | —         | MPC                           |
| 4014 Heizman           | 1979 SG10  | 28 set 1979 | Nauchnij               | N. S. Chernykh               | —         | MPC                           |
| 4015 Wilson-Harrington | 1979 VA    | 15 nov 1979 | Palomar                | E. F. Helin                  | —         | MPC                           |
| 4016 Sambre            | 1979 XK    | 15 dez 1979 | La Silla               | H. Debehogne, E. R. Netto    | —         | MPC                           |
| 4017 Disneya           | 1980 DL5   | 21 fev 1980 | Nauchnij               | L. G. Karachkina             | —         | MPC                           |
| 4018 Bratislava        | 1980 YM    | 30 dez 1980 | Kleť                   | A. Mrkos                     | —         | MPC                           |
| 4019 Klavetter         | 1981 EK14  | 1 mar 1981  | Siding Spring          | S. J. Bus                    | —         | MPC                           |
| 4020 Dominique         | 1981 ET38  | 1 mar 1981  | Siding Spring          | S. J. Bus                    | —         | MPC                           |
| 4021 Dancey            | 1981 QD2   | 30 ago 1981 | Anderson Mesa          | E. Bowell                    | —         | MPC                           |
| 4022 Nonna             | 1981 TL4   | 8 out 1981  | Nauchnij               | L. I. Chernykh               | —         | MPC                           |
| 4023 Jarník            | 1981 UN    | 25 out 1981 | Kleť                   | L. Brožek                    | —         | MPC                           |
| 4024 Ronan             | 1981 WQ    | 24 nov 1981 | Anderson Mesa          | E. Bowell                    | —         | MPC                           |
| 4025 Ridley            | 1981 WU    | 24 nov 1981 | Anderson Mesa          | E. Bowell                    | —         | MPC                           |
| 4026 Beet              | 1982 BU1   | 30 jan 1982 | Anderson Mesa          | E. Bowell                    | —         | MPC                           |
| 4027 Mitton            | 1982 DN    | 21 fev 1982 | Anderson Mesa          | E. Bowell                    | —         | MPC                           |
| 4028 Pancratz          | 1982 DV2   | 18 fev 1982 | Socorro                | L. G. Taff                   | —         | MPC                           |
| 4029 Bridges           | 1982 KC1   | 24 mai 1982 | Palomar                | C. S. Shoemaker              | —         | MPC                           |
| 4030 Archenhold        | 1984 EO1   | 2 mar 1984  | La Silla               | H. Debehogne                 | —         | MPC                           |
| 4031 Mueller           | 1985 CL    | 12 fev 1985 | Palomar                | C. S. Shoemaker              | Juno      | MPC                           |
| 4032 Chaplygin         | 1985 UT4   | 22 out 1985 | Nauchnij               | L. V. Zhuravleva             | —         | MPC                           |
| 4033 Yatsugatake       | 1986 FA    | 16 mar 1986 | Kobuchizawa            | M. Inoue, O. Muramatsu       | —         | MPC                           |
| 4034 Vishnu            | 1986 PA    | 2 ago 1986  | Palomar                | E. F. Helin                  | —         | MPC                           |
| 4035                   | 1986 WD    | 22 nov 1986 | Toyota                 | K. Suzuki, T. Urata          | Vesta     | MPC                           |
| 4036 Whitehouse        | 1987 DW5   | 21 fev 1987 | La Silla               | H. Debehogne                 | —         | MPC                           |
| 4037 Ikeya             | 1987 EC    | 2 mar 1987  | Toyota                 | K. Suzuki, T. Urata          | —         | MPC                           |
| 4038 Kristina          | 1987 QH2   | 21 ago 1987 | La Silla               | E. W. Elst                   | —         | MPC                           |
| 4039 Souseki           | 1987 SH    | 17 set 1987 | Geisei                 | T. Seki                      | —         | MPC                           |
| 4040 Purcell           | 1987 SN1   | 21 set 1987 | Anderson Mesa          | E. Bowell                    | —         | MPC                           |
| 4041 Miyamotoyohko     | 1988 DN1   | 19 fev 1988 | Chiyoda                | T. Kojima                    | Brangane  | MPC                           |
| 4042 Okhotsk           | 1989 AT1   | 15 jan 1989 | Kitami                 | K. Endate, K. Watanabe       | —         | MPC                           |
| 4043 Perolof           | 1175 T-3   | 17 out 1977 | Palomar                | PLS                          | —         | MPC                           |
| 4044 Erikhøg           | 5142 T-3   | 16 out 1977 | Palomar                | PLS                          | —         | MPC                           |
| 4045 Lowengrub         | 1953 RG    | 9 set 1953  | Brooklyn               | Indiana University           | —         | MPC                           |
| 4046 Swain             | 1953 TV    | 7 out 1953  | Brooklyn               | Indiana University           | —         | MPC                           |
| 4047 Chang'E           | 1964 TT2   | 8 out 1964  | Nanking                | Purple Mountain Obs.         | —         | MPC                           |
| 4048 Samwestfall       | 1964 UC    | 30 out 1964 | Brooklyn               | Indiana University           | —         | MPC                           |
| 4049 Noragalʹ          | 1973 QD2   | 31 ago 1973 | Nauchnij               | T. M. Smirnova               | —         | MPC                           |
| 4050 Mebailey          | 1976 SF    | 20 set 1976 | Kvistaberg             | C.-I. Lagerkvist, H. Rickman | —         | MPC                           |
| 4051 Hatanaka          | 1978 VP    | 1 nov 1978  | Caussols               | K. Tomita                    | —         | MPC                           |
| 4052 Crovisier         | 1981 DP2   | 28 fev 1981 | Siding Spring          | S. J. Bus                    | Brangane  | MPC                           |
| 4053 Cherkasov         | 1981 TQ1   | 2 out 1981  | Nauchnij               | L. V. Zhuravleva             | —         | MPC                           |
| 4054 Turnov            | 1983 TL    | 5 out 1983  | Kleť                   | A. Mrkos                     | —         | MPC                           |
| 4055 Magellan          | 1985 DO2   | 24 fev 1985 | Palomar                | E. F. Helin                  | —         | MPC                           |
| 4056 Timwarner         | 1985 FZ1   | 22 mar 1985 | Anderson Mesa          | E. Bowell                    | —         | MPC                           |
| 4057 Demophon          | 1985 TQ    | 15 out 1985 | Anderson Mesa          | E. Bowell                    | Vesta     | MPC                           |
| 4058 Cecilgreen        | 1986 JV    | 4 mai 1986  | Anderson Mesa          | E. Bowell                    | Brangane  | MPC                           |
| 4059 Balder            | 1987 SB5   | 29 set 1987 | Brorfelde              | P. Jensen                    | —         | MPC                           |
| 4060 Deipylos          | 1987 YT1   | 17 dez 1987 | La Silla               | E. W. Elst, G. Pizarro       | Vesta     | MPC                           |
| 4061 Martelli          | 1988 FF3   | 19 mar 1988 | La Silla               | W. Ferreri                   | —         | MPC                           |
| 4062 Schiaparelli      | 1989 BF    | 28 jan 1989 | Bologna                | San Vittore Obs.             | —         | MPC                           |
| 4063 Euforbo           | 1989 CG2   | 1 fev 1989  | Bologna                | San Vittore Obs.             | Vesta     | MPC                           |
| 4064 Marjorie          | 2126 P-L   | 24 set 1960 | Palomar                | PLS                          | —         | MPC                           |
| 4065 Meinel            | 2820 P-L   | 24 set 1960 | Palomar                | PLS                          | —         | MPC                           |
| 4066 Haapavesi         | 1940 RG    | 7 set 1940  | Turku                  | H. Alikoski                  | —         | MPC                           |
| 4067 Mikhelʹson        | 1966 TP    | 11 out 1966 | Nauchnij               | N. S. Chernykh               | —         | MPC                           |
| 4068 Menestheus        | 1973 SW    | 19 set 1973 | Palomar                | PLS                          | Vesta     | MPC                           |
| 4069 Blakee            | 1978 VL7   | 7 nov 1978  | Palomar                | E. F. Helin, S. J. Bus       | —         | MPC                           |
| 4070 Rozov             | 1980 RS2   | 8 set 1980  | Nauchnij               | L. V. Zhuravleva             | —         | MPC                           |
| 4071 Rostovdon         | 1981 RD2   | 7 set 1981  | Nauchnij               | L. G. Karachkina             | —         | MPC                           |
| 4072 Yayoi             | 1981 UJ4   | 30 out 1981 | Kiso                   | H. Kosai, K. Furukawa        | —         | MPC                           |
| 4073 Ruianzhongxue     | 1981 UE10  | 23 out 1981 | Nanking                | Purple Mountain Obs.         | —         | MPC                           |
| 4074 Sharkov           | 1981 UN11  | 22 out 1981 | Nauchnij               | N. S. Chernykh               | Brangane  | MPC                           |
| 4075 Sviridov          | 1982 TL1   | 14 out 1982 | Nauchnij               | L. G. Karachkina             | —         | MPC                           |
| 4076 Dörffel           | 1982 UF4   | 19 out 1982 | Tautenburg Observatory | F. Börngen                   | —         | MPC                           |
| 4077 Asuka             | 1982 XV1   | 13 dez 1982 | Kiso                   | H. Kosai, K. Furukawa        | Brangane  | MPC                           |
| 4078 Polakis           | 1983 AC    | 9 jan 1983  | Anderson Mesa          | B. A. Skiff                  | —         | MPC                           |
| 4079 Britten           | 1983 CS    | 15 fev 1983 | Anderson Mesa          | E. Bowell                    | —         | MPC                           |
| 4080 Galinskij         | 1983 PW    | 4 ago 1983  | Nauchnij               | L. G. Karachkina             | —         | MPC                           |
| 4081 Tippett           | 1983 RC2   | 14 set 1983 | Anderson Mesa          | E. Bowell                    | —         | MPC                           |
| 4082 Swann             | 1984 SW3   | 27 set 1984 | Palomar                | C. S. Shoemaker              | —         | MPC                           |
| 4083 Jody              | 1985 CV    | 12 fev 1985 | Palomar                | C. S. Shoemaker              | —         | MPC                           |
| 4084 Hollis            | 1985 GM    | 14 abr 1985 | Anderson Mesa          | E. Bowell                    | —         | MPC                           |
| 4085 Weir              | 1985 JR    | 13 mai 1985 | Palomar                | C. S. Shoemaker              | Phocaea   | MPC                           |
| 4086 Podalirius        | 1985 VK2   | 9 nov 1985  | Nauchnij               | L. V. Zhuravleva             | Vesta     | MPC                           |
| 4087 Pärt              | 1986 EM1   | 5 mar 1986  | Anderson Mesa          | E. Bowell                    | —         | MPC                           |
| 4088 Baggesen          | 1986 GG    | 3 abr 1986  | Brorfelde              | P. Jensen                    | —         | MPC                           |
| 4089 Galbraith         | 1986 JG    | 2 mai 1986  | Palomar                | Palomar Obs.                 | —         | MPC                           |
| 4090 Risehvezd         | 1986 RH1   | 2 set 1986  | Kleť                   | A. Mrkos                     | —         | MPC                           |
| 4091 Lowe              | 1986 TL2   | 7 out 1986  | Anderson Mesa          | E. Bowell                    | —         | MPC                           |
| 4092 Tyr               | 1986 TJ4   | 8 out 1986  | Brorfelde              | P. Jensen                    | —         | MPC                           |
| 4093 Bennett           | 1986 VD    | 4 nov 1986  | Siding Spring          | R. H. McNaught               | —         | MPC                           |
| 4094 Aoshima           | 1987 QC    | 26 ago 1987 | Shizuoka               | M. Kizawa, W. Kakei          | —         | MPC                           |
| 4095 Ishizuchisan      | 1987 SG    | 16 set 1987 | Geisei                 | T. Seki                      | —         | MPC                           |
| 4096 Kushiro           | 1987 VC    | 15 nov 1987 | Kushiro                | S. Ueda, H. Kaneda           | —         | MPC                           |
| 4097 Tsurugisan        | 1987 WW    | 18 nov 1987 | Geisei                 | T. Seki                      | —         | MPC                           |
| 4098 Thraen            | 1987 WQ1   | 26 nov 1987 | Tautenburg Observatory | F. Börngen                   | —         | MPC                           |
| 4099 Wiggins           | 1988 AB5   | 13 jan 1988 | La Silla               | H. Debehogne                 | —         | MPC                           |
| 4100 Sumiko            | 1988 BF    | 16 jan 1988 | Okutama                | T. Hioki, N. Kawasato        | Brangane  | MPC                           |

## 4101–4200
| Designação        | Designação | Descoberta  | Descoberta             | Descobridor(es)                  | Categoria | Mais informações / Referência |
| Permanente        | Provisória | Data        | Local                  | Descobridor(es)                  | Categoria | Mais informações / Referência |
| ----------------- | ---------- | ----------- | ---------------------- | -------------------------------- | --------- | ----------------------------- |
| 4101 Ruikou       | 1988 CE    | 8 fev 1988  | Geisei                 | T. Seki                          | —         | MPC                           |
| 4102 Gergana      | 1988 TE3   | 15 out 1988 | Smolyan                | V. G. Ivanova                    | Brangane  | MPC                           |
| 4103 Chahine      | 1989 EB    | 4 mar 1989  | Palomar                | E. F. Helin                      | —         | MPC                           |
| 4104 Alu          | 1989 ED    | 5 mar 1989  | Palomar                | E. F. Helin                      | —         | MPC                           |
| 4105 Tsia         | 1989 EK    | 5 mar 1989  | Palomar                | E. F. Helin                      | —         | MPC                           |
| 4106 Nada         | 1989 EW    | 6 mar 1989  | Minami-Oda             | T. Nomura, K. Kawanishi          | —         | MPC                           |
| 4107 Rufino       | 1989 GT    | 7 abr 1989  | Palomar                | E. F. Helin                      | —         | MPC                           |
| 4108 Rakos        | 3439 T-3   | 16 out 1977 | Palomar                | PLS                              | —         | MPC                           |
| 4109 Anokhin      | 1969 OW    | 17 jul 1969 | Nauchnij               | B. A. Burnasheva                 | —         | MPC                           |
| 4110 Keats        | 1977 CZ    | 13 fev 1977 | Palomar                | E. Bowell                        | —         | MPC                           |
| 4111 Lamy         | 1981 EN12  | 1 mar 1981  | Siding Spring          | S. J. Bus                        | —         | MPC                           |
| 4112 Hrabal       | 1981 ST    | 25 set 1981 | Kleť                   | M. Mahrová                       | —         | MPC                           |
| 4113 Rascana      | 1982 BQ    | 18 jan 1982 | Anderson Mesa          | E. Bowell                        | —         | MPC                           |
| 4114 Jasnorzewska | 1982 QB1   | 19 ago 1982 | Kleť                   | Z. Vávrová                       | —         | MPC                           |
| 4115 Peternorton  | 1982 QS3   | 29 ago 1982 | Nauchnij               | N. S. Chernykh                   | Brangane  | MPC                           |
| 4116 Elachi       | 1982 SU    | 20 set 1982 | Palomar                | E. F. Helin                      | —         | MPC                           |
| 4117 Wilke        | 1982 SU3   | 24 set 1982 | Tautenburg Observatory | F. Börngen                       | —         | MPC                           |
| 4118 Sveta        | 1982 TH3   | 15 out 1982 | Nauchnij               | L. V. Zhuravleva                 | Brangane  | MPC                           |
| 4119 Miles        | 1983 BE    | 16 jan 1983 | Anderson Mesa          | E. Bowell                        | Eos       | MPC                           |
| 4120 Denoyelle    | 1985 RS4   | 14 set 1985 | La Silla               | H. Debehogne                     | —         | MPC                           |
| 4121 Carlin       | 1986 JH    | 2 mai 1986  | Palomar                | INAS                             | —         | MPC                           |
| 4122 Ferrari      | 1986 OA    | 28 jul 1986 | Bologna                | San Vittore Obs.                 | —         | MPC                           |
| 4123 Tarsila      | 1986 QP1   | 27 ago 1986 | La Silla               | H. Debehogne                     | —         | MPC                           |
| 4124 Herriot      | 1986 SE    | 29 set 1986 | Kleť                   | Z. Vávrová                       | —         | MPC                           |
| 4125 Lew Allen    | 1987 MO    | 28 jun 1987 | Palomar                | E. F. Helin                      | —         | MPC                           |
| 4126 Mashu        | 1988 BU    | 19 jan 1988 | Kitami                 | K. Endate, K. Watanabe           | —         | MPC                           |
| 4127 Kyogoku      | 1988 BA2   | 25 jan 1988 | Kushiro                | S. Ueda, H. Kaneda               | —         | MPC                           |
| 4128 UKSTU        | 1988 BM5   | 28 jan 1988 | Siding Spring          | R. H. McNaught                   | Phocaea   | MPC                           |
| 4129 Richelen     | 1988 DM    | 22 fev 1988 | Siding Spring          | R. H. McNaught                   | —         | MPC                           |
| 4130 Ramanujan    | 1988 DQ1   | 17 fev 1988 | Kavalur                | R. Rajamohan                     | Brangane  | MPC                           |
| 4131 Stasik       | 1988 DR4   | 23 fev 1988 | Siding Spring          | A. J. Noymer                     | —         | MPC                           |
| 4132 Bartók       | 1988 EH    | 12 mar 1988 | Palomar                | J. Alu                           | —         | MPC                           |
| 4133 Heureka      | 1942 DB    | 17 fev 1942 | Turku                  | L. Oterma                        | Phocaea   | MPC                           |
| 4134 Schütz       | 1961 CR    | 15 fev 1961 | Tautenburg Observatory | F. Börngen                       | —         | MPC                           |
| 4135 Svetlanov    | 1966 PG    | 14 ago 1966 | Nauchnij               | L. I. Chernykh, T. M. Smirnova   | —         | MPC                           |
| 4136 Artmane      | 1968 FJ    | 28 mar 1968 | Nauchnij               | T. M. Smirnova                   | —         | MPC                           |
| 4137 Crabtree     | 1970 WC    | 24 nov 1970 | Hamburg-Bergedorf      | L. Kohoutek                      | —         | MPC                           |
| 4138 Kalchas      | 1973 SM    | 19 set 1973 | Palomar                | PLS                              | Vesta     | MPC                           |
| 4139 Ulʹyanin     | 1975 VE2   | 2 nov 1975  | Nauchnij               | T. M. Smirnova                   | —         | MPC                           |
| 4140 Branham      | 1976 VA    | 11 nov 1976 | El Leoncito            | Félix Aguilar Obs.               | —         | MPC                           |
| 4141 Nintanlena   | 1978 PG3   | 8 ago 1978  | Nauchnij               | N. S. Chernykh                   | —         | MPC                           |
| 4142 Dersu-Uzala  | 1981 KE    | 28 mai 1981 | Kleť                   | Z. Vávrová                       | —         | MPC                           |
| 4143 Huziak       | 1981 QN1   | 29 ago 1981 | Socorro                | L. G. Taff                       | —         | MPC                           |
| 4144 Vladvasilʹev | 1981 SW6   | 28 set 1981 | Nauchnij               | L. V. Zhuravleva                 | —         | MPC                           |
| 4145 Maximova     | 1981 SJ7   | 29 set 1981 | Nauchnij               | L. V. Zhuravleva                 | —         | MPC                           |
| 4146 Rudolfinum   | 1982 DD2   | 16 fev 1982 | Kleť                   | L. Brožek                        | —         | MPC                           |
| 4147 Lennon       | 1983 AY    | 12 jan 1983 | Anderson Mesa          | B. A. Skiff                      | —         | MPC                           |
| 4148 McCartney    | 1983 NT    | 11 jul 1983 | Anderson Mesa          | E. Bowell                        | —         | MPC                           |
| 4149 Harrison     | 1984 EZ    | 9 mar 1984  | Anderson Mesa          | B. A. Skiff                      | Phocaea   | MPC                           |
| 4150 Starr        | 1984 QC1   | 31 ago 1984 | Anderson Mesa          | B. A. Skiff                      | —         | MPC                           |
| 4151 Alanhale     | 1985 HV1   | 24 abr 1985 | Palomar                | C. S. Shoemaker, E. M. Shoemaker | —         | MPC                           |
| 4152 Weber        | 1985 JF    | 15 mai 1985 | Anderson Mesa          | E. Bowell                        | —         | MPC                           |
| 4153 Roburnham    | 1985 JT1   | 14 mai 1985 | Palomar                | C. S. Shoemaker                  | —         | MPC                           |
| 4154 Rumsey       | 1985 NE    | 10 jul 1985 | Lake Tekapo            | A. C. Gilmore, P. M. Kilmartin   | —         | MPC                           |
| 4155 Watanabe     | 1987 UB1   | 25 out 1987 | Kushiro                | S. Ueda, H. Kaneda               | —         | MPC                           |
| 4156 Okadanoboru  | 1988 BE    | 16 jan 1988 | Chiyoda                | T. Kojima                        | —         | MPC                           |
| 4157 Izu          | 1988 XD2   | 11 dez 1988 | Gekko                  | Y. Oshima                        | —         | MPC                           |
| 4158 Santini      | 1989 BE    | 28 jan 1989 | Bologna                | San Vittore Obs.                 | —         | MPC                           |
| 4159 Freeman      | 1989 GK    | 5 abr 1989  | Palomar                | E. F. Helin                      | —         | MPC                           |
| 4160 Sabrina-John | 1989 LE    | 3 jun 1989  | Palomar                | E. F. Helin                      | —         | MPC                           |
| 4161 Amasis       | 6627 P-L   | 24 set 1960 | Palomar                | PLS                              | —         | MPC                           |
| 4162 SAF          | 1940 WA    | 24 nov 1940 | Nice                   | A. Patry                         | —         | MPC                           |
| 4163 Saaremaa     | 1941 HC    | 19 abr 1941 | Turku                  | L. Oterma                        | Brangane  | MPC                           |
| 4164 Shilov       | 1969 UR    | 16 out 1969 | Nauchnij               | L. I. Chernykh                   | Phocaea   | MPC                           |
| 4165 Didkovskij   | 1976 GS3   | 1 abr 1976  | Nauchnij               | N. S. Chernykh                   | —         | MPC                           |
| 4166 Pontryagin   | 1978 SZ6   | 26 set 1978 | Nauchnij               | L. V. Zhuravleva                 | —         | MPC                           |
| 4167 Riemann      | 1978 TQ7   | 2 out 1978  | Nauchnij               | L. V. Zhuravleva                 | —         | MPC                           |
| 4168 Millan       | 1979 EE    | 6 mar 1979  | El Leoncito            | Félix Aguilar Obs.               | Pallas    | MPC                           |
| 4169 Celsius      | 1980 FO3   | 16 mar 1980 | La Silla               | C.-I. Lagerkvist                 | —         | MPC                           |
| 4170 Semmelweis   | 1980 PT    | 6 ago 1980  | Kleť                   | Z. Vávrová                       | Brangane  | MPC                           |
| 4171 Carrasco     | 1982 FZ1   | 23 mar 1982 | Palomar                | C. S. Shoemaker                  | —         | MPC                           |
| 4172 Rochefort    | 1982 FC3   | 20 mar 1982 | La Silla               | H. Debehogne                     | —         | MPC                           |
| 4173 Thicksten    | 1982 KG1   | 27 mai 1982 | Palomar                | C. S. Shoemaker                  | —         | MPC                           |
| 4174 Pikulia      | 1982 SB6   | 16 set 1982 | Nauchnij               | L. I. Chernykh                   | —         | MPC                           |
| 4175 Billbaum     | 1985 GX    | 15 abr 1985 | Anderson Mesa          | E. Bowell                        | —         | MPC                           |
| 4176 Sudek        | 1987 DS    | 24 fev 1987 | Kleť                   | A. Mrkos                         | —         | MPC                           |
| 4177 Kohman       | 1987 SS1   | 21 set 1987 | Anderson Mesa          | E. Bowell                        | Pallas    | MPC                           |
| 4178 Mimeev       | 1988 EO1   | 13 mar 1988 | Palomar                | E. F. Helin                      | —         | MPC                           |
| 4179 Toutatis     | 1989 AC    | 4 jan 1989  | Caussols               | C. Pollas                        | —         | MPC                           |
| 4180 Anaxagoras   | 6092 P-L   | 24 set 1960 | Palomar                | PLS                              | —         | MPC                           |
| 4181 Kivi         | 1938 DK1   | 24 fev 1938 | Turku                  | Y. Väisälä                       | —         | MPC                           |
| 4182 Mount Locke  | 1951 JQ    | 2 mai 1951  | Fort Davis             | McDonald Obs.                    | —         | MPC                           |
| 4183 Cuno         | 1959 LM    | 5 jun 1959  | Bloemfontein           | C. Hoffmeister                   | —         | MPC                           |
| 4184 Berdyayev    | 1969 TJ1   | 8 out 1969  | Nauchnij               | L. I. Chernykh                   | —         | MPC                           |
| 4185 Phystech     | 1975 ED    | 4 mar 1975  | Nauchnij               | T. M. Smirnova                   | —         | MPC                           |
| 4186 Tamashima    | 1977 DT1   | 18 fev 1977 | Kiso                   | H. Kosai, K. Furukawa            | —         | MPC                           |
| 4187 Shulnazaria  | 1978 GR3   | 11 abr 1978 | Nauchnij               | N. S. Chernykh                   | —         | MPC                           |
| 4188 Kitezh       | 1979 HX4   | 25 abr 1979 | Nauchnij               | N. S. Chernykh                   | —         | MPC                           |
| 4189 Sayany       | 1979 SV9   | 22 set 1979 | Nauchnij               | N. S. Chernykh                   | —         | MPC                           |
| 4190 Kvasnica     | 1980 JH    | 11 mai 1980 | Kleť                   | L. Brožek                        | —         | MPC                           |
| 4191 Assesse      | 1980 KH    | 22 mai 1980 | La Silla               | H. Debehogne                     | Phocaea   | MPC                           |
| 4192 Breysacher   | 1981 DH    | 28 fev 1981 | La Silla               | H. Debehogne, G. DeSanctis       | —         | MPC                           |
| 4193 Salanave     | 1981 SM1   | 26 set 1981 | Anderson Mesa          | B. A. Skiff, N. G. Thomas        | —         | MPC                           |
| 4194 Sweitzer     | 1982 RE    | 15 set 1982 | Anderson Mesa          | E. Bowell                        | —         | MPC                           |
| 4195 Esambaev     | 1982 SK8   | 19 set 1982 | Nauchnij               | L. I. Chernykh                   | —         | MPC                           |
| 4196 Shuya        | 1982 SA13  | 16 set 1982 | Nauchnij               | L. I. Chernykh                   | Juno      | MPC                           |
| 4197 Morpheus     | 1982 TA    | 11 out 1982 | Palomar                | E. F. Helin, E. M. Shoemaker     | —         | MPC                           |
| 4198 Panthera     | 1983 CK1   | 11 fev 1983 | Anderson Mesa          | N. G. Thomas                     | —         | MPC                           |
| 4199 Andreev      | 1983 RX2   | 1 set 1983  | La Silla               | H. Debehogne                     | —         | MPC                           |
| 4200 Shizukagozen | 1983 WA    | 28 nov 1983 | Karasuyama             | Y. Banno, T. Urata               | —         | MPC                           |

## 4201–4300
| Designação          | Designação | Descoberta  | Descoberta             | Descobridor(es)                | Categoria | Mais informações / Referência |
| Permanente          | Provisória | Data        | Local                  | Descobridor(es)                | Categoria | Mais informações / Referência |
| ------------------- | ---------- | ----------- | ---------------------- | ------------------------------ | --------- | ----------------------------- |
| 4201 Orosz          | 1984 JA1   | 3 mai 1984  | Anderson Mesa          | B. A. Skiff                    | —         | MPC                           |
| 4202 Minitti        | 1985 CB2   | 12 fev 1985 | La Silla               | H. Debehogne                   | —         | MPC                           |
| 4203 Brucato        | 1985 FD3   | 26 mar 1985 | Palomar                | C. S. Shoemaker                | Eos       | MPC                           |
| 4204 Barsig         | 1985 JG1   | 11 mai 1985 | Palomar                | C. S. Shoemaker                | —         | MPC                           |
| 4205 David Hughes   | 1985 YP    | 18 dez 1985 | Anderson Mesa          | E. Bowell                      | —         | MPC                           |
| 4206 Verulamium     | 1986 QL    | 25 ago 1986 | La Silla               | H. Debehogne                   | —         | MPC                           |
| 4207 Chernova       | 1986 RO2   | 5 set 1986  | Anderson Mesa          | E. Bowell                      | Brangane  | MPC                           |
| 4208 Kiselev        | 1986 RQ2   | 6 set 1986  | Anderson Mesa          | E. Bowell                      | —         | MPC                           |
| 4209 Briggs         | 1986 TG4   | 4 out 1986  | Palomar                | E. F. Helin                    | —         | MPC                           |
| 4210 Isobelthompson | 1987 DY5   | 21 fev 1987 | La Silla               | H. Debehogne                   | Brangane  | MPC                           |
| 4211 Rosniblett     | 1987 RT    | 12 set 1987 | La Silla               | H. Debehogne                   | —         | MPC                           |
| 4212 Sansyu-Asuke   | 1987 SB2   | 28 set 1987 | Toyota                 | K. Suzuki, T. Urata            | —         | MPC                           |
| 4213 Njord          | 1987 ST4   | 25 set 1987 | Brorfelde              | P. Jensen                      | —         | MPC                           |
| 4214 Veralynn       | 1987 UX4   | 22 out 1987 | Nauchnij               | L. V. Zhuravleva               | —         | MPC                           |
| 4215 Kamo           | 1987 VE1   | 14 nov 1987 | Kushiro                | S. Ueda, H. Kaneda             | —         | MPC                           |
| 4216 Neunkirchen    | 1988 AF5   | 14 jan 1988 | La Silla               | H. Debehogne                   | —         | MPC                           |
| 4217 Engelhardt     | 1988 BO2   | 24 jan 1988 | Palomar                | C. S. Shoemaker                | —         | MPC                           |
| 4218 Demottoni      | 1988 BK3   | 16 jan 1988 | La Silla               | H. Debehogne                   | —         | MPC                           |
| 4219 Nakamura       | 1988 DB    | 19 fev 1988 | Kobuchizawa            | M. Inoue, O. Muramatsu         | —         | MPC                           |
| 4220 Flood          | 1988 DN    | 22 fev 1988 | Siding Spring          | R. H. McNaught                 | —         | MPC                           |
| 4221 Picasso        | 1988 EJ    | 13 mar 1988 | Palomar                | J. Alu                         | —         | MPC                           |
| 4222 Nancita        | 1988 EK1   | 13 mar 1988 | Palomar                | E. F. Helin                    | —         | MPC                           |
| 4223 Shikoku        | 1988 JM    | 7 mai 1988  | Geisei                 | T. Seki                        | Brangane  | MPC                           |
| 4224 Susa           | 1988 KG    | 19 mai 1988 | Palomar                | E. F. Helin                    | —         | MPC                           |
| 4225 Hobart         | 1989 BN    | 31 jan 1989 | Okutama                | T. Hioki, N. Kawasato          | —         | MPC                           |
| 4226 Damiaan        | 1989 RE    | 1 set 1989  | Haute-Provence         | E. W. Elst                     | —         | MPC                           |
| 4227 Kaali          | 1942 DC    | 17 fev 1942 | Turku                  | L. Oterma                      | —         | MPC                           |
| 4228 Nemiro         | 1968 OC1   | 25 jul 1968 | Cerro El Roble         | G. A. Plyugin, Yu. A. Belyaev  | —         | MPC                           |
| 4229 Plevitskaya    | 1971 BK    | 22 jan 1971 | Nauchnij               | L. I. Chernykh                 | —         | MPC                           |
| 4230 van den Bergh  | 1973 ST1   | 19 set 1973 | Palomar                | PLS                            | Pallas    | MPC                           |
| 4231 Fireman        | 1976 WD    | 20 nov 1976 | Harvard Observatory    | Harvard Obs.                   | —         | MPC                           |
| 4232 Aparicio       | 1977 CD    | 13 fev 1977 | El Leoncito            | Félix Aguilar Obs.             | Juno      | MPC                           |
| 4233 Palʹchikov     | 1977 RO7   | 11 set 1977 | Nauchnij               | N. S. Chernykh                 | —         | MPC                           |
| 4234 Evtushenko     | 1978 JT1   | 6 mai 1978  | Nauchnij               | N. S. Chernykh                 | —         | MPC                           |
| 4235 Tatishchev     | 1978 SL5   | 27 set 1978 | Nauchnij               | L. I. Chernykh                 | —         | MPC                           |
| 4236 Lidov          | 1979 FV1   | 23 mar 1979 | Nauchnij               | N. S. Chernykh                 | —         | MPC                           |
| 4237 Raushenbakh    | 1979 SD4   | 24 set 1979 | Nauchnij               | N. S. Chernykh                 | —         | MPC                           |
| 4238 Audrey         | 1980 GF    | 13 abr 1980 | Kleť                   | A. Mrkos                       | —         | MPC                           |
| 4239 Goodman        | 1980 OE    | 17 jul 1980 | Anderson Mesa          | E. Bowell                      | —         | MPC                           |
| 4240 Grün           | 1981 EY20  | 2 mar 1981  | Siding Spring          | S. J. Bus                      | —         | MPC                           |
| 4241 Pappalardo     | 1981 EX46  | 2 mar 1981  | Siding Spring          | S. J. Bus                      | —         | MPC                           |
| 4242 Brecher        | 1981 FQ    | 28 mar 1981 | Harvard Observatory    | Harvard Obs.                   | —         | MPC                           |
| 4243 Nankivell      | 1981 GF1   | 4 abr 1981  | Lake Tekapo            | A. C. Gilmore, P. M. Kilmartin | Brangane  | MPC                           |
| 4244 Zakharchenko   | 1981 TO3   | 7 out 1981  | Nauchnij               | L. I. Chernykh                 | —         | MPC                           |
| 4245 Nairc          | 1981 UC10  | 29 out 1981 | Nanking                | Purple Mountain Obs.           | —         | MPC                           |
| 4246 Telemann       | 1982 SY2   | 24 set 1982 | Tautenburg Observatory | F. Börngen                     | —         | MPC                           |
| 4247 Grahamsmith    | 1983 WC    | 28 nov 1983 | Anderson Mesa          | E. Bowell                      | —         | MPC                           |
| 4248 Ranald         | 1984 HX    | 23 abr 1984 | Lake Tekapo            | A. C. Gilmore, P. M. Kilmartin | —         | MPC                           |
| 4249 Křemže         | 1984 SC2   | 29 set 1984 | Kleť                   | A. Mrkos                       | —         | MPC                           |
| 4250 Perun          | 1984 UG    | 20 out 1984 | Kleť                   | Z. Vávrová                     | —         | MPC                           |
| 4251 Kavasch        | 1985 JK1   | 11 mai 1985 | Palomar                | C. S. Shoemaker                | —         | MPC                           |
| 4252 Godwin         | 1985 RG4   | 11 set 1985 | La Silla               | H. Debehogne                   | —         | MPC                           |
| 4253 Märker         | 1985 TN3   | 11 out 1985 | Palomar                | C. S. Shoemaker                | —         | MPC                           |
| 4254 Kamél          | 1985 UT3   | 24 out 1985 | Kvistaberg             | C.-I. Lagerkvist               | Phocaea   | MPC                           |
| 4255 Spacewatch     | 1986 GW    | 4 abr 1986  | Kitt Peak              | Spacewatch                     | Pallas    | MPC                           |
| 4256 Kagamigawa     | 1986 TX    | 3 out 1986  | Geisei                 | T. Seki                        | —         | MPC                           |
| 4257 Ubasti         | 1987 QA    | 23 ago 1987 | Palomar                | J. E. Mueller                  | —         | MPC                           |
| 4258 Ryazanov       | 1987 RZ2   | 1 set 1987  | Nauchnij               | L. G. Karachkina               | —         | MPC                           |
| 4259 McCoy          | 1988 SB3   | 16 set 1988 | Cerro Tololo           | S. J. Bus                      | —         | MPC                           |
| 4260 Yanai          | 1989 AX    | 4 jan 1989  | Kushiro                | S. Ueda, H. Kaneda             | —         | MPC                           |
| 4261 Gekko          | 1989 BJ    | 28 jan 1989 | Gekko                  | Y. Oshima                      | —         | MPC                           |
| 4262 DeVorkin       | 1989 CO    | 5 fev 1989  | Yorii                  | M. Arai, H. Mori               | —         | MPC                           |
| 4263 Abashiri       | 1989 RL2   | 7 set 1989  | Kitami                 | M. Yanai, K. Watanabe          | —         | MPC                           |
| 4264 Karljosephine  | 1989 TB    | 2 out 1989  | Siding Spring          | K. F. J. Cwach                 | —         | MPC                           |
| 4265 Kani           | 1989 TX    | 8 out 1989  | Kani                   | Y. Mizuno, T. Furuta           | —         | MPC                           |
| 4266 Waltari        | 1940 YE    | 28 dez 1940 | Turku                  | Y. Väisälä                     | —         | MPC                           |
| 4267 Basner         | 1971 QP    | 18 ago 1971 | Nauchnij               | T. M. Smirnova                 | —         | MPC                           |
| 4268 Grebenikov     | 1972 TW3   | 5 out 1972  | Nauchnij               | T. M. Smirnova                 | —         | MPC                           |
| 4269 Bogado         | 1974 FN    | 22 mar 1974 | Cerro El Roble         | C. Torres                      | —         | MPC                           |
| 4270 Juanvictoria   | 1975 TJ6   | 1 out 1975  | El Leoncito            | Félix Aguilar Obs.             | —         | MPC                           |
| 4271 Novosibirsk    | 1976 GQ6   | 3 abr 1976  | Nauchnij               | N. S. Chernykh                 | Brangane  | MPC                           |
| 4272 Entsuji        | 1977 EG5   | 12 mar 1977 | Kiso                   | H. Kosai, K. Furukawa          | —         | MPC                           |
| 4273 Dunhuang       | 1978 UU1   | 29 out 1978 | Nanking                | Purple Mountain Obs.           | —         | MPC                           |
| 4274 Karamanov      | 1980 RZ3   | 6 set 1980  | Nauchnij               | N. S. Chernykh                 | —         | MPC                           |
| 4275 Bogustafson    | 1981 EW14  | 1 mar 1981  | Siding Spring          | S. J. Bus                      | —         | MPC                           |
| 4276 Clifford       | 1981 XA    | 2 dez 1981  | Anderson Mesa          | E. Bowell                      | —         | MPC                           |
| 4277 Holubov        | 1982 AF    | 15 jan 1982 | Kleť                   | A. Mrkos                       | —         | MPC                           |
| 4278 Harvey         | 1982 SF    | 22 set 1982 | Anderson Mesa          | E. Bowell                      | —         | MPC                           |
| 4279 De Gasparis    | 1982 WB    | 19 nov 1982 | Bologna                | San Vittore Obs.               | —         | MPC                           |
| 4280 Simonenko      | 1985 PF2   | 13 ago 1985 | Nauchnij               | N. S. Chernykh                 | —         | MPC                           |
| 4281 Pounds         | 1985 TE1   | 15 out 1985 | Anderson Mesa          | E. Bowell                      | —         | MPC                           |
| 4282 Endate         | 1987 UQ1   | 28 out 1987 | Kushiro                | S. Ueda, H. Kaneda             | —         | MPC                           |
| 4283 Stöffler       | 1988 BZ    | 23 jan 1988 | Palomar                | C. S. Shoemaker                | —         | MPC                           |
| 4284 Kaho           | 1988 FL3   | 16 mar 1988 | Kushiro                | S. Ueda, H. Kaneda             | —         | MPC                           |
| 4285 Hulkower       | 1988 NH    | 11 jul 1988 | Palomar                | E. F. Helin                    | —         | MPC                           |
| 4286 Rubtsov        | 1988 PU4   | 8 ago 1988  | Nauchnij               | L. I. Chernykh                 | —         | MPC                           |
| 4287 Třísov         | 1989 RU2   | 7 set 1989  | Kleť                   | A. Mrkos                       | —         | MPC                           |
| 4288 Tokyotech      | 1989 TQ1   | 8 out 1989  | Chiyoda                | T. Kojima                      | Phocaea   | MPC                           |
| 4289 Biwako         | 1989 UA2   | 29 out 1989 | Dynic                  | A. Sugie                       | —         | MPC                           |
| 4290 Heisei         | 1989 UK3   | 30 out 1989 | Geisei                 | T. Seki                        | Brangane  | MPC                           |
| 4291 Kodaihasu      | 1989 VH    | 2 nov 1989  | Yorii                  | M. Arai, H. Mori               | —         | MPC                           |
| 4292 Aoba           | 1989 VO    | 4 nov 1989  | Ayashi Station         | M. Koishikawa                  | —         | MPC                           |
| 4293 Masumi         | 1989 VT    | 1 nov 1989  | Gekko                  | Y. Oshima                      | —         | MPC                           |
| 4294 Horatius       | 4016 P-L   | 24 set 1960 | Palomar                | PLS                            | —         | MPC                           |
| 4295 Wisse          | 6032 P-L   | 24 set 1960 | Palomar                | PLS                            | —         | MPC                           |
| 4296 van Woerkom    | 1935 SA2   | 28 set 1935 | Johannesburg           | H. van Gent                    | —         | MPC                           |
| 4297 Eichhorn       | 1938 HE    | 19 abr 1938 | Hamburg-Bergedorf      | W. Dieckvoß                    | —         | MPC                           |
| 4298 Jorgenúnez     | 1941 WA    | 17 nov 1941 | Barcelona              | I. Pòlit                       | —         | MPC                           |
| 4299 WIYN           | 1952 QX    | 28 ago 1952 | Brooklyn               | Indiana University             | —         | MPC                           |
| 4300 Marg Edmondson | 1955 SG1   | 18 set 1955 | Brooklyn               | Indiana University             | —         | MPC                           |

## 4301–4400
| Designação          | Designação | Descoberta  | Descoberta             | Descobridor(es)                  | Categoria | Mais informações / Referência |
| Permanente          | Provisória | Data        | Local                  | Descobridor(es)                  | Categoria | Mais informações / Referência |
| ------------------- | ---------- | ----------- | ---------------------- | -------------------------------- | --------- | ----------------------------- |
| 4301 Boyden         | 1966 PM    | 7 ago 1966  | Bloemfontein           | Boyden Obs.                      | —         | MPC                           |
| 4302 Markeev        | 1968 HP    | 22 abr 1968 | Nauchnij               | T. M. Smirnova                   | —         | MPC                           |
| 4303 Savitskij      | 1973 SZ3   | 25 set 1973 | Nauchnij               | L. V. Zhuravleva                 | —         | MPC                           |
| 4304 Geichenko      | 1973 SW4   | 27 set 1973 | Nauchnij               | L. I. Chernykh                   | —         | MPC                           |
| 4305 Clapton        | 1976 EC    | 7 mar 1976  | Harvard Observatory    | Harvard Obs.                     | —         | MPC                           |
| 4306 Dunaevskij     | 1976 SZ5   | 24 set 1976 | Nauchnij               | N. S. Chernykh                   | —         | MPC                           |
| 4307 Cherepashchuk  | 1976 UK2   | 26 out 1976 | Nauchnij               | T. M. Smirnova                   | —         | MPC                           |
| 4308 Magarach       | 1978 PL4   | 9 ago 1978  | Nauchnij               | N. S. Chernykh                   | Phocaea   | MPC                           |
| 4309 Marvin         | 1978 QC    | 30 ago 1978 | Harvard Observatory    | Harvard Obs.                     | —         | MPC                           |
| 4310 Strömholm      | 1978 RJ7   | 2 set 1978  | La Silla               | C.-I. Lagerkvist                 | —         | MPC                           |
| 4311 Zguridi        | 1978 SY6   | 26 set 1978 | Nauchnij               | L. V. Zhuravleva                 | —         | MPC                           |
| 4312 Knacke         | 1978 WW11  | 29 nov 1978 | Palomar                | S. J. Bus, C. T. Kowal           | —         | MPC                           |
| 4313 Bouchet        | 1979 HK1   | 21 abr 1979 | La Silla               | H. Debehogne                     | —         | MPC                           |
| 4314 Dervan         | 1979 ML3   | 25 jun 1979 | Siding Spring          | E. F. Helin, S. J. Bus           | —         | MPC                           |
| 4315 Pronik         | 1979 SL11  | 24 set 1979 | Nauchnij               | N. S. Chernykh                   | —         | MPC                           |
| 4316 Babinkova      | 1979 TZ1   | 14 out 1979 | Nauchnij               | N. S. Chernykh                   | —         | MPC                           |
| 4317 Garibaldi      | 1980 DA1   | 19 fev 1980 | Kleť                   | Z. Vávrová                       | —         | MPC                           |
| 4318 Bata           | 1980 DE1   | 21 fev 1980 | Kleť                   | Z. Vávrová                       | —         | MPC                           |
| 4319 Jackierobinson | 1981 ER14  | 1 mar 1981  | Siding Spring          | S. J. Bus                        | —         | MPC                           |
| 4320 Jarosewich     | 1981 EJ17  | 1 mar 1981  | Siding Spring          | S. J. Bus                        | —         | MPC                           |
| 4321 Zero           | 1981 EH26  | 2 mar 1981  | Siding Spring          | S. J. Bus                        | —         | MPC                           |
| 4322 Billjackson    | 1981 EE37  | 11 mar 1981 | Siding Spring          | S. J. Bus                        | —         | MPC                           |
| 4323 Hortulus       | 1981 QN    | 27 ago 1981 | Zimmerwald             | P. Wild                          | —         | MPC                           |
| 4324 Bickel         | 1981 YA1   | 24 dez 1981 | Socorro                | L. G. Taff                       | —         | MPC                           |
| 4325 Guest          | 1982 HL    | 18 abr 1982 | Anderson Mesa          | E. Bowell                        | Eos       | MPC                           |
| 4326 McNally        | 1982 HS1   | 28 abr 1982 | Anderson Mesa          | E. Bowell                        | —         | MPC                           |
| 4327 Ries           | 1982 KB1   | 24 mai 1982 | Palomar                | C. S. Shoemaker                  | —         | MPC                           |
| 4328 Valina         | 1982 SQ2   | 18 set 1982 | La Silla               | H. Debehogne                     | —         | MPC                           |
| 4329 Miró           | 1982 SX2   | 22 set 1982 | Socorro                | L. G. Taff                       | —         | MPC                           |
| 4330 Vivaldi        | 1982 UJ3   | 19 out 1982 | Tautenburg Observatory | F. Börngen                       | —         | MPC                           |
| 4331 Hubbard        | 1983 HC    | 18 abr 1983 | Anderson Mesa          | N. G. Thomas                     | —         | MPC                           |
| 4332 Milton         | 1983 RC    | 5 set 1983  | Palomar                | C. S. Shoemaker                  | —         | MPC                           |
| 4333 Sinton         | 1983 RO2   | 4 set 1983  | Anderson Mesa          | E. Bowell                        | —         | MPC                           |
| 4334 Foo            | 1983 RO3   | 2 set 1983  | La Silla               | H. Debehogne                     | —         | MPC                           |
| 4335 Verona         | 1983 VC7   | 1 nov 1983  | Cavriana               | Cavriana Obs.                    | —         | MPC                           |
| 4336 Jasniewicz     | 1984 QE1   | 31 ago 1984 | Anderson Mesa          | B. A. Skiff                      | —         | MPC                           |
| 4337 Arecibo        | 1985 GB    | 14 abr 1985 | Anderson Mesa          | E. Bowell                        | —         | MPC                           |
| 4338 Velez          | 1985 PB1   | 14 ago 1985 | Anderson Mesa          | E. Bowell                        | —         | MPC                           |
| 4339 Almamater      | 1985 UK    | 20 out 1985 | Kleť                   | A. Mrkos                         | —         | MPC                           |
| 4340 Dence          | 1986 JZ    | 4 mai 1986  | Palomar                | C. S. Shoemaker                  | —         | MPC                           |
| 4341 Poseidon       | 1987 KF    | 29 mai 1987 | Palomar                | C. S. Shoemaker                  | —         | MPC                           |
| 4342 Freud          | 1987 QO9   | 21 ago 1987 | La Silla               | E. W. Elst                       | —         | MPC                           |
| 4343 Tetsuya        | 1988 AC    | 10 jan 1988 | Kushiro                | S. Ueda, H. Kaneda               | —         | MPC                           |
| 4344 Buxtehude      | 1988 CR1   | 11 fev 1988 | La Silla               | E. W. Elst                       | —         | MPC                           |
| 4345 Rachmaninoff   | 1988 CM2   | 11 fev 1988 | La Silla               | E. W. Elst                       | —         | MPC                           |
| 4346 Whitney        | 1988 DS4   | 23 fev 1988 | Siding Spring          | A. J. Noymer                     | —         | MPC                           |
| 4347 Reger          | 1988 PK2   | 13 ago 1988 | Tautenburg Observatory | F. Börngen                       | —         | MPC                           |
| 4348 Poulydamas     | 1988 RU    | 11 set 1988 | Palomar                | C. S. Shoemaker                  | —         | MPC                           |
| 4349 Tibúrcio       | 1989 LX    | 5 jun 1989  | La Silla               | W. Landgraf                      | —         | MPC                           |
| 4350 Shibecha       | 1989 UG1   | 26 out 1989 | Kushiro                | S. Ueda, H. Kaneda               | —         | MPC                           |
| 4351 Nobuhisa       | 1989 UR1   | 28 out 1989 | Kani                   | Y. Mizuno, T. Furuta             | —         | MPC                           |
| 4352 Kyoto          | 1989 UW1   | 29 out 1989 | Dynic                  | A. Sugie                         | —         | MPC                           |
| 4353 Onizaki        | 1989 WK1   | 25 nov 1989 | Kani                   | Y. Mizuno, T. Furuta             | —         | MPC                           |
| 4354 Euclides       | 2142 P-L   | 24 set 1960 | Palomar                | PLS                              | —         | MPC                           |
| 4355 Memphis        | 3524 P-L   | 17 out 1960 | Palomar                | PLS                              | —         | MPC                           |
| 4356 Marathon       | 9522 P-L   | 17 out 1960 | Palomar                | PLS                              | —         | MPC                           |
| 4357 Korinthos      | 2069 T-2   | 29 set 1973 | Palomar                | PLS                              | Brangane  | MPC                           |
| 4358 Lynn           | A909 TF    | 5 out 1909  | Greenwich              | P. H. Cowell                     | Phocaea   | MPC                           |
| 4359 Berlage        | 1935 TG    | 28 set 1935 | Johannesburg           | H. van Gent                      | —         | MPC                           |
| 4360 Xuyi           | 1964 TG2   | 9 out 1964  | Nanking                | Purple Mountain Obs.             | —         | MPC                           |
| 4361 Nezhdanova     | 1977 TG7   | 9 out 1977  | Nauchnij               | L. I. Chernykh                   | —         | MPC                           |
| 4362 Carlisle       | 1978 PR4   | 1 ago 1978  | Bickley                | Perth Obs.                       | —         | MPC                           |
| 4363 Sergej         | 1978 TU7   | 2 out 1978  | Nauchnij               | L. V. Zhuravleva                 | —         | MPC                           |
| 4364 Shkodrov       | 1978 VV5   | 7 nov 1978  | Palomar                | E. F. Helin, S. J. Bus           | —         | MPC                           |
| 4365 Ivanova        | 1978 VH8   | 7 nov 1978  | Palomar                | E. F. Helin, S. J. Bus           | —         | MPC                           |
| 4366 Venikagan      | 1979 YV8   | 24 dez 1979 | Nauchnij               | L. V. Zhuravleva                 | —         | MPC                           |
| 4367 Meech          | 1981 EE43  | 2 mar 1981  | Siding Spring          | S. J. Bus                        | —         | MPC                           |
| 4368 Pillmore       | 1981 JC2   | 5 mai 1981  | Palomar                | C. S. Shoemaker                  | —         | MPC                           |
| 4369 Seifert        | 1982 OR    | 30 jul 1982 | Kleť                   | L. Brožek                        | —         | MPC                           |
| 4370 Dickens        | 1982 SL    | 22 set 1982 | Anderson Mesa          | E. Bowell                        | —         | MPC                           |
| 4371 Fyodorov       | 1983 GC2   | 10 abr 1983 | Nauchnij               | L. I. Chernykh                   | —         | MPC                           |
| 4372 Quincy         | 1984 TB    | 3 out 1984  | Harvard Observatory    | Oak Ridge Observatory            | —         | MPC                           |
| 4373 Crespo         | 1985 PB    | 14 ago 1985 | Anderson Mesa          | E. Bowell                        | —         | MPC                           |
| 4374 Tadamori       | 1987 BJ    | 31 jan 1987 | Toyota                 | K. Suzuki, T. Urata              | —         | MPC                           |
| 4375 Kiyomori       | 1987 DQ    | 28 fev 1987 | Ojima                  | T. Niijima, T. Urata             | —         | MPC                           |
| 4376 Shigemori      | 1987 FA    | 20 mar 1987 | Ojima                  | T. Niijima, T. Urata             | —         | MPC                           |
| 4377 Koremori       | 1987 GD    | 4 abr 1987  | Ojima                  | T. Niijima, T. Urata             | —         | MPC                           |
| 4378 Voigt          | 1988 JF    | 14 mai 1988 | La Silla               | W. Landgraf                      | —         | MPC                           |
| 4379 Snelling       | 1988 PT1   | 13 ago 1988 | Palomar                | C. S. Shoemaker, E. M. Shoemaker | —         | MPC                           |
| 4380 Geyer          | 1988 PB2   | 14 ago 1988 | Haute-Provence         | E. W. Elst                       | —         | MPC                           |
| 4381 Uenohara       | 1989 WD1   | 22 nov 1989 | Uenohara               | N. Kawasato                      | —         | MPC                           |
| 4382 Stravinsky     | 1989 WQ3   | 29 nov 1989 | Tautenburg Observatory | F. Börngen                       | —         | MPC                           |
| 4383 Suruga         | 1989 XP    | 1 dez 1989  | Gekko                  | Y. Oshima                        | —         | MPC                           |
| 4384 Henrybuhl      | 1990 AA    | 3 jan 1990  | Okutama                | T. Hioki, S. Hayakawa            | —         | MPC                           |
| 4385 Elsässer       | 2534 P-L   | 24 set 1960 | Palomar                | PLS                              | —         | MPC                           |
| 4386 Lüst           | 6829 P-L   | 26 set 1960 | Palomar                | PLS                              | —         | MPC                           |
| 4387 Tanaka         | 4829 T-2   | 19 set 1973 | Palomar                | PLS                              | —         | MPC                           |
| 4388 Jurgenstock    | 1964 VE    | 3 nov 1964  | Brooklyn               | Indiana University               | —         | MPC                           |
| 4389 Durbin         | 1976 GL3   | 1 abr 1976  | Nauchnij               | N. S. Chernykh                   | —         | MPC                           |
| 4390 Madreteresa    | 1976 GO8   | 5 abr 1976  | El Leoncito            | Félix Aguilar Obs.               | —         | MPC                           |
| 4391 Balodis        | 1977 QW2   | 21 ago 1977 | Nauchnij               | N. S. Chernykh                   | —         | MPC                           |
| 4392 Agita          | 1978 RX5   | 13 set 1978 | Nauchnij               | N. S. Chernykh                   | —         | MPC                           |
| 4393 Dawe           | 1978 VP8   | 7 nov 1978  | Palomar                | E. F. Helin, S. J. Bus           | —         | MPC                           |
| 4394 Fritzheide     | 1981 EB19  | 2 mar 1981  | Siding Spring          | S. J. Bus                        | —         | MPC                           |
| 4395 Danbritt       | 1981 EH41  | 2 mar 1981  | Siding Spring          | S. J. Bus                        | Brangane  | MPC                           |
| 4396 Gressmann      | 1981 JH    | 3 mai 1981  | Anderson Mesa          | E. Bowell                        | —         | MPC                           |
| 4397 Jalopez        | 1981 JS1   | 9 mai 1981  | El Leoncito            | Félix Aguilar Obs.               | —         | MPC                           |
| 4398 Chiara         | 1984 HC2   | 23 abr 1984 | La Silla               | W. Ferreri                       | —         | MPC                           |
| 4399 Ashizuri       | 1984 UA    | 21 out 1984 | Geisei                 | T. Seki                          | Phocaea   | MPC                           |
| 4400 Bagryana       | 1985 QH4   | 24 ago 1985 | Smolyan                | Bulgarian National Obs.          | —         | MPC                           |

## 4401–4500
| Designação            | Designação | Descoberta  | Descoberta             | Descobridor(es)                                      | Categoria   | Mais informações / Referência |
| Permanente            | Provisória | Data        | Local                  | Descobridor(es)                                      | Categoria   | Mais informações / Referência |
| --------------------- | ---------- | ----------- | ---------------------- | ---------------------------------------------------- | ----------- | ----------------------------- |
| 4401 Aditi            | 1985 TB    | 14 out 1985 | Palomar                | C. S. Shoemaker                                      | —           | MPC                           |
| 4402 Tsunemori        | 1987 DP    | 25 fev 1987 | Ojima                  | T. Niijima, T. Urata                                 | —           | MPC                           |
| 4403 Kuniharu         | 1987 EA    | 2 mar 1987  | Gekko                  | Y. Oshima                                            | —           | MPC                           |
| 4404 Enirac           | 1987 GG    | 2 abr 1987  | Palomar                | A. Maury                                             | —           | MPC                           |
| 4405 Otava            | 1987 QD1   | 21 ago 1987 | Kleť                   | A. Mrkos                                             | —           | MPC                           |
| 4406 Mahler           | 1987 YD1   | 22 dez 1987 | Tautenburg Observatory | F. Börngen                                           | —           | MPC                           |
| 4407 Taihaku          | 1988 TF1   | 13 out 1988 | Ayashi Station         | M. Koishikawa                                        | —           | MPC                           |
| 4408 Zlatá Koruna     | 1988 TH2   | 4 out 1988  | Kleť                   | A. Mrkos                                             | —           | MPC                           |
| 4409 Kissling         | 1989 MD    | 30 jun 1989 | Lake Tekapo            | A. C. Gilmore, P. M. Kilmartin                       | —           | MPC                           |
| 4410 Kamuimintara     | 1989 YA    | 17 dez 1989 | Kushiro                | S. Ueda, H. Kaneda                                   | —           | MPC                           |
| 4411 Kochibunkyo      | 1990 AF    | 3 jan 1990  | Geisei                 | T. Seki                                              | —           | MPC                           |
| 4412 Chephren         | 2535 P-L   | 26 set 1960 | Palomar                | PLS                                                  | —           | MPC                           |
| 4413 Mycerinos        | 4020 P-L   | 24 set 1960 | Palomar                | PLS                                                  | —           | MPC                           |
| 4414 Sesostris        | 4153 P-L   | 24 set 1960 | Palomar                | PLS                                                  | —           | MPC                           |
| 4415 Echnaton         | 4237 P-L   | 24 set 1960 | Palomar                | PLS                                                  | —           | MPC                           |
| 4416 Ramses           | 4530 P-L   | 24 set 1960 | Palomar                | PLS                                                  | —           | MPC                           |
| 4417 Lecar            | 1931 GC    | 8 abr 1931  | Heidelberg             | K. Reinmuth                                          | —           | MPC                           |
| 4418 Fredfranklin     | 1931 TR1   | 9 out 1931  | Heidelberg             | K. Reinmuth                                          | Phocaea     | MPC                           |
| 4419 Allancook        | 1932 HD    | 24 abr 1932 | Heidelberg             | K. Reinmuth                                          | —           | MPC                           |
| 4420 Alandreev        | 1936 PB    | 15 ago 1936 | Crimea-Simeis          | G. N. Neujmin                                        | —           | MPC                           |
| 4421 Kayor            | 1942 AC    | 14 jan 1942 | Heidelberg             | K. Reinmuth                                          | —           | MPC                           |
| 4422 Jarre            | 1942 UA    | 17 out 1942 | Algiers                | L. Boyer                                             | —           | MPC                           |
| 4423 Golden           | 1949 GH    | 4 abr 1949  | Brooklyn               | Indiana University                                   | —           | MPC                           |
| 4424 Arkhipova        | 1967 DB    | 16 fev 1967 | Nauchnij               | T. M. Smirnova                                       | —           | MPC                           |
| 4425 Bilk             | 1967 UQ    | 30 out 1967 | Hamburg-Bergedorf      | L. Kohoutek                                          | —           | MPC                           |
| 4426 Roerich          | 1969 TB6   | 15 out 1969 | Nauchnij               | L. I. Chernykh                                       | —           | MPC                           |
| 4427 Burnashev        | 1971 QP1   | 30 ago 1971 | Nauchnij               | T. M. Smirnova                                       | Brangane    | MPC                           |
| 4428 Khotinok         | 1977 SN    | 18 set 1977 | Nauchnij               | N. S. Chernykh                                       | —           | MPC                           |
| 4429 Chinmoy          | 1978 RJ2   | 12 set 1978 | Nauchnij               | N. S. Chernykh                                       | —           | MPC                           |
| 4430 Govorukhin       | 1978 SX6   | 26 set 1978 | Nauchnij               | L. V. Zhuravleva                                     | —           | MPC                           |
| 4431 Holeungholee     | 1978 WU14  | 28 nov 1978 | Nanking                | Purple Mountain Obs.                                 | —           | MPC                           |
| 4432 McGraw-Hill      | 1981 ER22  | 2 mar 1981  | Siding Spring          | S. J. Bus                                            | —           | MPC                           |
| 4433 Goldstone        | 1981 QP    | 30 ago 1981 | Anderson Mesa          | E. Bowell                                            | —           | MPC                           |
| 4434 Nikulin          | 1981 RD5   | 8 set 1981  | Nauchnij               | L. V. Zhuravleva                                     | —           | MPC                           |
| 4435 Holt             | 1983 AG2   | 13 jan 1983 | Palomar                | C. S. Shoemaker                                      | —           | MPC                           |
| 4436 Ortizmoreno      | 1983 EX    | 9 mar 1983  | Anderson Mesa          | E. Barr                                              | —           | MPC                           |
| 4437 Yaroshenko       | 1983 GA2   | 10 abr 1983 | Nauchnij               | L. I. Chernykh                                       | —           | MPC                           |
| 4438 Sykes            | 1983 WR    | 29 nov 1983 | Anderson Mesa          | E. Bowell                                            | —           | MPC                           |
| 4439 Muroto           | 1984 VA    | 2 nov 1984  | Geisei                 | T. Seki                                              | —           | MPC                           |
| 4440 Tchantches       | 1984 YV    | 23 dez 1984 | Haute-Provence         | F. Dossin                                            | —           | MPC                           |
| 4441 Toshie           | 1985 BB    | 26 jan 1985 | Geisei                 | T. Seki                                              | —           | MPC                           |
| 4442 Garcia           | 1985 RB1   | 14 set 1985 | Kitt Peak              | Spacewatch                                           | —           | MPC                           |
| 4443 Paulet           | 1985 RD4   | 10 set 1985 | La Silla               | H. Debehogne                                         | —           | MPC                           |
| 4444 Escher           | 1985 SA    | 16 set 1985 | La Silla               | H. U. Nørgaard-Nielsen, L. Hansen, P. R. Christensen | —           | MPC                           |
| 4445 Jimstratton      | 1985 TC    | 15 out 1985 | Toyota                 | K. Suzuki, T. Urata                                  | —           | MPC                           |
| 4446 Carolyn          | 1985 TT    | 15 out 1985 | Anderson Mesa          | E. Bowell                                            | Juno        | MPC                           |
| 4447 Kirov            | 1985 VE1   | 7 nov 1985  | Anderson Mesa          | E. Bowell                                            | —           | MPC                           |
| 4448 Phildavis        | 1986 EO    | 5 mar 1986  | Palomar                | C. S. Shoemaker                                      | —           | MPC                           |
| 4449 Sobinov          | 1987 RX3   | 3 set 1987  | Nauchnij               | L. I. Chernykh                                       | —           | MPC                           |
| 4450 Pan              | 1987 SY    | 25 set 1987 | Palomar                | C. S. Shoemaker, E. M. Shoemaker                     | —           | MPC                           |
| 4451 Grieve           | 1988 JJ    | 9 mai 1988  | Palomar                | C. S. Shoemaker                                      | —           | MPC                           |
| 4452 Ullacharles      | 1988 RN    | 7 set 1988  | Brorfelde              | P. Jensen                                            | —           | MPC                           |
| 4453 Bornholm         | 1988 VC    | 3 nov 1988  | Brorfelde              | P. Jensen                                            | Brangane    | MPC                           |
| 4454 Kumiko           | 1988 VW    | 2 nov 1988  | Kushiro                | S. Ueda, H. Kaneda                                   | —           | MPC                           |
| 4455 Ruriko           | 1988 XA    | 2 dez 1988  | Kushiro                | S. Ueda, H. Kaneda                                   | —           | MPC                           |
| 4456 Mawson           | 1989 OG    | 27 jul 1989 | Siding Spring          | R. H. McNaught                                       | —           | MPC                           |
| 4457 van Gogh         | 1989 RU    | 3 set 1989  | Haute-Provence         | E. W. Elst                                           | —           | MPC                           |
| 4458 Oizumi           | 1990 BY    | 21 jan 1990 | Yatsugatake            | Y. Kushida, O. Muramatsu                             | —           | MPC                           |
| 4459 Nusamaibashi     | 1990 BP2   | 30 jan 1990 | Kushiro                | M. Matsuyama, K. Watanabe                            | Nysa-Polana | MPC                           |
| 4460 Bihoro           | 1990 DS    | 28 fev 1990 | Kitami                 | K. Endate, K. Watanabe                               | —           | MPC                           |
| 4461 Sayama           | 1990 EL    | 5 mar 1990  | Dynic                  | A. Sugie                                             | Eos         | MPC                           |
| 4462 Vaughan          | 1952 HJ2   | 24 abr 1952 | Fort Davis             | McDonald Obs.                                        | —           | MPC                           |
| 4463 Marschwarzschild | 1954 UO2   | 28 out 1954 | Brooklyn               | Indiana University                                   | —           | MPC                           |
| 4464 Vulcano          | 1966 TE    | 11 out 1966 | Nauchnij               | N. S. Chernykh                                       | Juno        | MPC                           |
| 4465 Rodita           | 1969 TD5   | 14 out 1969 | Nauchnij               | B. A. Burnasheva                                     | —           | MPC                           |
| 4466 Abai             | 1971 SX1   | 23 set 1971 | Nauchnij               | Crimean Astrophysical Obs.                           | —           | MPC                           |
| 4467 Kaidanovskij     | 1975 VN2   | 2 nov 1975  | Nauchnij               | T. M. Smirnova                                       | Phocaea     | MPC                           |
| 4468 Pogrebetskij     | 1976 SZ3   | 24 set 1976 | Nauchnij               | N. S. Chernykh                                       | —           | MPC                           |
| 4469 Utting           | 1978 PS4   | 1 ago 1978  | Bickley                | Perth Obs.                                           | —           | MPC                           |
| 4470 Sergeev-Censkij  | 1978 QP1   | 31 ago 1978 | Nauchnij               | N. S. Chernykh                                       | —           | MPC                           |
| 4471 Graculus         | 1978 VB    | 8 nov 1978  | Zimmerwald             | P. Wild                                              | —           | MPC                           |
| 4472 Navashin         | 1980 TY14  | 15 out 1980 | Nauchnij               | N. S. Chernykh                                       | —           | MPC                           |
| 4473 Sears            | 1981 DE2   | 28 fev 1981 | Siding Spring          | S. J. Bus                                            | Brangane    | MPC                           |
| 4474 Proust           | 1981 QZ2   | 24 ago 1981 | La Silla               | H. Debehogne                                         | —           | MPC                           |
| 4475 Voitkevich       | 1982 UQ5   | 20 out 1982 | Nauchnij               | L. G. Karachkina                                     | —           | MPC                           |
| 4476 Bernstein        | 1983 DE    | 19 fev 1983 | Anderson Mesa          | E. Bowell                                            | —           | MPC                           |
| 4477 Kelley           | 1983 SB    | 28 set 1983 | Smolyan                | Bulgarian National Obs.                              | —           | MPC                           |
| 4478 Blanco           | 1984 HG1   | 23 abr 1984 | La Silla               | W. Ferreri, V. Zappalà                               | —           | MPC                           |
| 4479 Charlieparker    | 1985 CP1   | 10 fev 1985 | La Silla               | H. Debehogne                                         | Eos         | MPC                           |
| 4480 Nikitibotania    | 1985 QM4   | 24 ago 1985 | Nauchnij               | N. S. Chernykh                                       | —           | MPC                           |
| 4481 Herbelin         | 1985 RR    | 14 set 1985 | Anderson Mesa          | E. Bowell                                            | —           | MPC                           |
| 4482 Frèrebasile      | 1986 RB    | 1 set 1986  | Palomar                | A. Maury                                             | —           | MPC                           |
| 4483 Petöfi           | 1986 RC2   | 9 set 1986  | Nauchnij               | L. G. Karachkina                                     | —           | MPC                           |
| 4484 Sif              | 1987 DD    | 25 fev 1987 | Brorfelde              | P. Jensen                                            | Eos         | MPC                           |
| 4485 Radonezhskij     | 1987 QQ11  | 27 ago 1987 | Nauchnij               | L. I. Chernykh                                       | Brangane    | MPC                           |
| 4486 Mithra           | 1987 SB    | 22 set 1987 | Smolyan                | E. W. Elst, V. G. Shkodrov                           | —           | MPC                           |
| 4487 Pocahontas       | 1987 UA    | 17 out 1987 | Palomar                | C. S. Shoemaker                                      | —           | MPC                           |
| 4488 Tokitada         | 1987 UK    | 21 out 1987 | Toyota                 | K. Suzuki, T. Urata                                  | —           | MPC                           |
| 4489                  | 1988 AK    | 15 jan 1988 | Anderson Mesa          | E. Bowell                                            | Vesta       | MPC                           |
| 4490 Bambery          | 1988 ND    | 14 jul 1988 | Palomar                | E. F. Helin, B. Roman                                | —           | MPC                           |
| 4491 Otaru            | 1988 RP    | 7 set 1988  | Kitami                 | K. Endate, K. Watanabe                               | —           | MPC                           |
| 4492 Debussy          | 1988 SH    | 17 set 1988 | Haute-Provence         | E. W. Elst                                           | —           | MPC                           |
| 4493 Naitomitsu       | 1988 TG1   | 14 out 1988 | Chiyoda                | T. Kojima                                            | Brangane    | MPC                           |
| 4494 Marimo           | 1988 TK1   | 13 out 1988 | Kushiro                | S. Ueda, H. Kaneda                                   | —           | MPC                           |
| 4495 Dassanowsky      | 1988 VS    | 6 nov 1988  | Yorii                  | M. Arai, H. Mori                                     | Juno        | MPC                           |
| 4496 Kamimachi        | 1988 XM1   | 9 dez 1988  | Geisei                 | T. Seki                                              | —           | MPC                           |
| 4497 Taguchi          | 1989 AE1   | 4 jan 1989  | Kitami                 | K. Endate, K. Watanabe                               | —           | MPC                           |
| 4498 Shinkoyama       | 1989 AG1   | 5 jan 1989  | Geisei                 | T. Seki                                              | Brangane    | MPC                           |
| 4499 Davidallen       | 1989 AO3   | 4 jan 1989  | Siding Spring          | R. H. McNaught                                       | —           | MPC                           |
| 4500 Pascal           | 1989 CL    | 3 fev 1989  | Kushiro                | S. Ueda, H. Kaneda                                   | —           | MPC                           |

## 4501–4600
| Designação            | Designação | Descoberta  | Descoberta             | Descobridor(es)                            | Categoria | Mais informações / Referência |
| Permanente            | Provisória | Data        | Local                  | Descobridor(es)                            | Categoria | Mais informações / Referência |
| --------------------- | ---------- | ----------- | ---------------------- | ------------------------------------------ | --------- | ----------------------------- |
| 4501 Eurypylos        | 1989 CJ3   | 4 fev 1989  | La Silla               | E. W. Elst                                 | Vesta     | MPC                           |
| 4502 Elizabethann     | 1989 KG    | 29 mai 1989 | Palomar                | H. E. Holt                                 | —         | MPC                           |
| 4503 Cleobulus        | 1989 WM    | 28 nov 1989 | Palomar                | C. S. Shoemaker                            | —         | MPC                           |
| 4504 Jenkinson        | 1989 YO    | 21 dez 1989 | Siding Spring          | R. H. McNaught                             | —         | MPC                           |
| 4505 Okamura          | 1990 DV1   | 20 fev 1990 | Geisei                 | T. Seki                                    | Brangane  | MPC                           |
| 4506 Hendrie          | 1990 FJ    | 24 mar 1990 | Stakenbridge           | B. G. W. Manning                           | —         | MPC                           |
| 4507 Petercollins     | 1990 FV    | 19 mar 1990 | Fujieda                | H. Shiozawa, M. Kizawa                     | —         | MPC                           |
| 4508 Takatsuki        | 1990 FG1   | 27 mar 1990 | Kitami                 | K. Endate, K. Watanabe                     | —         | MPC                           |
| 4509 Gorbatskij       | A917 SG    | 23 set 1917 | Crimea-Simeis          | S. Belyavskyj                              | —         | MPC                           |
| 4510 Shawna           | 1930 XK    | 13 dez 1930 | Flagstaff              | C. W. Tombaugh                             | —         | MPC                           |
| 4511 Rembrandt        | 1935 SP1   | 28 set 1935 | Johannesburg           | H. van Gent                                | —         | MPC                           |
| 4512 Sinuhe           | 1939 BM    | 20 jan 1939 | Turku                  | Y. Väisälä                                 | —         | MPC                           |
| 4513 Louvre           | 1971 QW1   | 30 ago 1971 | Nauchnij               | T. M. Smirnova                             | Brangane  | MPC                           |
| 4514 Vilen            | 1972 HX    | 19 abr 1972 | Nauchnij               | T. M. Smirnova                             | —         | MPC                           |
| 4515 Khrennikov       | 1973 SD6   | 28 set 1973 | Nauchnij               | N. S. Chernykh                             | —         | MPC                           |
| 4516 Pugovkin         | 1973 SN6   | 28 set 1973 | Nauchnij               | N. S. Chernykh                             | —         | MPC                           |
| 4517 Ralpharvey       | 1975 SV    | 30 set 1975 | Palomar                | S. J. Bus                                  | —         | MPC                           |
| 4518 Raikin           | 1976 GP3   | 1 abr 1976  | Nauchnij               | N. S. Chernykh                             | —         | MPC                           |
| 4519 Voronezh         | 1976 YO4   | 18 dez 1976 | Nauchnij               | N. S. Chernykh                             | —         | MPC                           |
| 4520 Dovzhenko        | 1977 QJ3   | 22 ago 1977 | Nauchnij               | N. S. Chernykh                             | —         | MPC                           |
| 4521 Akimov           | 1979 FU2   | 29 mar 1979 | Nauchnij               | N. S. Chernykh                             | —         | MPC                           |
| 4522 Britastra        | 1980 BM    | 22 jan 1980 | Anderson Mesa          | E. Bowell                                  | —         | MPC                           |
| 4523 MIT              | 1981 DM1   | 28 fev 1981 | Siding Spring          | S. J. Bus                                  | —         | MPC                           |
| 4524 Barklajdetolli   | 1981 RV4   | 8 set 1981  | Nauchnij               | L. V. Zhuravleva                           | —         | MPC                           |
| 4525 Johnbauer        | 1982 JB3   | 15 mai 1982 | Palomar                | E. F. Helin, E. M. Shoemaker, P. D. Wilder | Pallas    | MPC                           |
| 4526 Konko            | 1982 KN1   | 22 mai 1982 | Kiso                   | H. Kosai, K. Furukawa                      | Phocaea   | MPC                           |
| 4527 Schoenberg       | 1982 OK    | 24 jul 1982 | Anderson Mesa          | E. Bowell                                  | —         | MPC                           |
| 4528 Berg             | 1983 PP    | 13 ago 1983 | Anderson Mesa          | E. Bowell                                  | —         | MPC                           |
| 4529 Webern           | 1984 ED    | 1 mar 1984  | Anderson Mesa          | E. Bowell                                  | Brangane  | MPC                           |
| 4530 Smoluchowski     | 1984 EP    | 1 mar 1984  | Anderson Mesa          | E. Bowell                                  | Ursula    | MPC                           |
| 4531 Asaro            | 1985 FC    | 20 mar 1985 | Palomar                | C. S. Shoemaker                            | —         | MPC                           |
| 4532 Copland          | 1985 GM1   | 15 abr 1985 | Anderson Mesa          | E. Bowell                                  | Brangane  | MPC                           |
| 4533 Orth             | 1986 EL    | 7 mar 1986  | Palomar                | C. S. Shoemaker                            | —         | MPC                           |
| 4534 Rimskij-Korsakov | 1986 PV4   | 6 ago 1986  | Nauchnij               | N. S. Chernykh                             | —         | MPC                           |
| 4535 Adamcarolla      | 1986 QV2   | 28 ago 1986 | La Silla               | H. Debehogne                               | —         | MPC                           |
| 4536 Drewpinsky       | 1987 DA6   | 22 fev 1987 | La Silla               | H. Debehogne                               | —         | MPC                           |
| 4537 Valgrirasp       | 1987 RR3   | 2 set 1987  | Nauchnij               | L. I. Chernykh                             | Brangane  | MPC                           |
| 4538 Vishyanand       | 1988 TP    | 10 out 1988 | Toyota                 | K. Suzuki                                  | —         | MPC                           |
| 4539 Miyagino         | 1988 VU1   | 8 nov 1988  | Ayashi Station         | M. Koishikawa                              | —         | MPC                           |
| 4540 Oriani           | 1988 VY1   | 6 nov 1988  | Bologna                | San Vittore Obs.                           | —         | MPC                           |
| 4541 Mizuno           | 1989 AF    | 1 jan 1989  | Toyota                 | K. Suzuki, T. Furuta                       | —         | MPC                           |
| 4542 Mossotti         | 1989 BO    | 30 jan 1989 | Bologna                | San Vittore Obs.                           | Brangane  | MPC                           |
| 4543 Phoinix          | 1989 CQ1   | 2 fev 1989  | Palomar                | C. S. Shoemaker                            | Vesta     | MPC                           |
| 4544 Xanthus          | 1989 FB    | 31 mar 1989 | Palomar                | H. E. Holt, N. G. Thomas                   | —         | MPC                           |
| 4545 Primolevi        | 1989 SB11  | 28 set 1989 | La Silla               | H. Debehogne                               | —         | MPC                           |
| 4546 Franck           | 1990 EW2   | 2 mar 1990  | La Silla               | E. W. Elst                                 | —         | MPC                           |
| 4547 Massachusetts    | 1990 KP    | 16 mai 1990 | JCPM Sapporo           | K. Endate, K. Watanabe                     | —         | MPC                           |
| 4548 Wielen           | 2538 P-L   | 24 set 1960 | Palomar                | PLS                                        | —         | MPC                           |
| 4549 Burkhardt        | 1276 T-2   | 29 set 1973 | Palomar                | PLS                                        | —         | MPC                           |
| 4550 Royclarke        | 1977 HH1   | 24 abr 1977 | Palomar                | S. J. Bus                                  | —         | MPC                           |
| 4551 Cochran          | 1979 MC    | 28 jun 1979 | Anderson Mesa          | E. Bowell                                  | —         | MPC                           |
| 4552 Nabelek          | 1980 JC    | 11 mai 1980 | Kleť                   | A. Mrkos                                   | —         | MPC                           |
| 4553 Doncampbell      | 1982 RH    | 15 set 1982 | Anderson Mesa          | E. Bowell                                  | —         | MPC                           |
| 4554 Fanynka          | 1986 UT    | 28 out 1986 | Kleť                   | A. Mrkos                                   | —         | MPC                           |
| 4555 Josefapérez      | 1987 QL    | 24 ago 1987 | Palomar                | S. Singer-Brewster                         | —         | MPC                           |
| 4556 Gumilyov         | 1987 QW10  | 27 ago 1987 | Nauchnij               | L. G. Karachkina                           | —         | MPC                           |
| 4557 Mika             | 1987 XD    | 14 dez 1987 | Kitami                 | M. Yanai, K. Watanabe                      | Brangane  | MPC                           |
| 4558 Janesick         | 1988 NF    | 12 jul 1988 | Palomar                | A. Maury, J. E. Mueller                    | —         | MPC                           |
| 4559 Strauss          | 1989 AP6   | 11 jan 1989 | Tautenburg Observatory | F. Börngen                                 | Brangane  | MPC                           |
| 4560 Klyuchevskij     | 1976 YD2   | 16 dez 1976 | Nauchnij               | L. I. Chernykh                             | —         | MPC                           |
| 4561 Lemeshev         | 1978 RY5   | 13 set 1978 | Nauchnij               | N. S. Chernykh                             | —         | MPC                           |
| 4562 Poleungkuk       | 1979 UD2   | 21 out 1979 | Nanking                | Purple Mountain Obs.                       | —         | MPC                           |
| 4563 Kahnia           | 1980 OG    | 17 jul 1980 | Anderson Mesa          | E. Bowell                                  | —         | MPC                           |
| 4564 Clayton          | 1981 ET16  | 6 mar 1981  | Siding Spring          | S. J. Bus                                  | —         | MPC                           |
| 4565 Grossman         | 1981 EZ17  | 2 mar 1981  | Siding Spring          | S. J. Bus                                  | —         | MPC                           |
| 4566 Chaokuangpiu     | 1981 WM4   | 27 nov 1981 | Nanking                | Purple Mountain Obs.                       | Eos       | MPC                           |
| 4567 Bečvář           | 1982 SO1   | 17 set 1982 | Kleť                   | M. Mahrová                                 | Phocaea   | MPC                           |
| 4568 Menkaure         | 1983 RY3   | 2 set 1983  | Anderson Mesa          | N. G. Thomas                               | Brangane  | MPC                           |
| 4569 Baerbel          | 1985 GV1   | 15 abr 1985 | Palomar                | C. S. Shoemaker                            | —         | MPC                           |
| 4570 Runcorn          | 1985 PR    | 14 ago 1985 | Anderson Mesa          | E. Bowell                                  | —         | MPC                           |
| 4571 Grumiaux         | 1985 RY3   | 8 set 1985  | La Silla               | H. Debehogne                               | —         | MPC                           |
| 4572 Brage            | 1986 RF    | 8 set 1986  | Brorfelde              | P. Jensen                                  | —         | MPC                           |
| 4573 Piešťany         | 1986 TP6   | 5 out 1986  | Piwnice                | M. Antal                                   | —         | MPC                           |
| 4574 Yoshinaka        | 1986 YB    | 20 dez 1986 | Ojima                  | T. Niijima, T. Urata                       | Brangane  | MPC                           |
| 4575 Broman           | 1987 ME1   | 26 jun 1987 | Palomar                | E. F. Helin                                | —         | MPC                           |
| 4576 Yanotoyohiko     | 1988 CC    | 10 fev 1988 | Chiyoda                | T. Kojima                                  | —         | MPC                           |
| 4577 Chikako          | 1988 WG    | 30 nov 1988 | Yatsugatake            | Y. Kushida, M. Inoue                       | —         | MPC                           |
| 4578 Kurashiki        | 1988 XL1   | 7 dez 1988  | Geisei                 | T. Seki                                    | —         | MPC                           |
| 4579 Puccini          | 1989 AT6   | 11 jan 1989 | Tautenburg Observatory | F. Börngen                                 | Mitidika  | MPC                           |
| 4580 Child            | 1989 EF    | 4 mar 1989  | Palomar                | E. F. Helin                                | Phocaea   | MPC                           |
| 4581 Asclepius        | 1989 FC    | 31 mar 1989 | Palomar                | H. E. Holt, N. G. Thomas                   | —         | MPC                           |
| 4582 Hank             | 1989 FW    | 31 mar 1989 | Palomar                | C. S. Shoemaker                            | —         | MPC                           |
| 4583 Lugo             | 1989 RL4   | 1 set 1989  | Smolyan                | Bulgarian National Obs.                    | —         | MPC                           |
| 4584 Akan             | 1990 FA    | 16 mar 1990 | Kushiro                | M. Matsuyama, K. Watanabe                  | —         | MPC                           |
| 4585 Ainonai          | 1990 KQ    | 16 mai 1990 | Kitami                 | K. Endate, K. Watanabe                     | —         | MPC                           |
| 4586 Gunvor           | 6047 P-L   | 24 set 1960 | Palomar                | PLS                                        | —         | MPC                           |
| 4587 Rees             | 3239 T-2   | 30 set 1973 | Palomar                | PLS                                        | —         | MPC                           |
| 4588 Wislicenus       | 1931 EE    | 13 mar 1931 | Heidelberg             | M. F. Wolf                                 | —         | MPC                           |
| 4589 McDowell         | 1933 OB    | 24 jul 1933 | Heidelberg             | K. Reinmuth                                | —         | MPC                           |
| 4590 Dimashchegolev   | 1968 OG1   | 25 jul 1968 | Cerro El Roble         | G. A. Plyugin, Yu. A. Belyaev              | —         | MPC                           |
| 4591 Bryantsev        | 1975 VZ    | 1 nov 1975  | Nauchnij               | T. M. Smirnova                             | —         | MPC                           |
| 4592 Alkissia         | 1979 SQ11  | 24 set 1979 | Nauchnij               | N. S. Chernykh                             | —         | MPC                           |
| 4593 Reipurth         | 1980 FV1   | 16 mar 1980 | La Silla               | C.-I. Lagerkvist                           | Brangane  | MPC                           |
| 4594 Dashkova         | 1980 KR1   | 17 mai 1980 | Nauchnij               | L. I. Chernykh                             | —         | MPC                           |
| 4595 Prinz            | 1981 EZ2   | 2 mar 1981  | Siding Spring          | S. J. Bus                                  | —         | MPC                           |
| 4596                  | 1981 QB    | 28 ago 1981 | Palomar                | C. T. Kowal                                | —         | MPC                           |
| 4597 Consolmagno      | 1983 UA1   | 30 out 1983 | Palomar                | S. J. Bus                                  | —         | MPC                           |
| 4598 Coradini         | 1985 PG1   | 15 ago 1985 | Anderson Mesa          | E. Bowell                                  | Brangane  | MPC                           |
| 4599 Rowan            | 1985 RZ2   | 5 set 1985  | La Silla               | H. Debehogne                               | —         | MPC                           |
| 4600 Meadows          | 1985 RE4   | 10 set 1985 | La Silla               | H. Debehogne                               | Brangane  | MPC                           |

## 4601–4700
| Designação         | Designação | Descoberta  | Descoberta        | Descobridor(es)           | Categoria | Mais informações / Referência |
| Permanente         | Provisória | Data        | Local             | Descobridor(es)           | Categoria | Mais informações / Referência |
| ------------------ | ---------- | ----------- | ----------------- | ------------------------- | --------- | ----------------------------- |
| 4601 Ludkewycz     | 1986 LB    | 3 jun 1986  | Palomar           | M. Rudnyk                 | Phocaea   | MPC                           |
| 4602 Heudier       | 1986 UD3   | 28 out 1986 | Caussols          | CERGA                     | —         | MPC                           |
| 4603 Bertaud       | 1986 WM3   | 25 nov 1986 | Caussols          | CERGA                     | —         | MPC                           |
| 4604 Stekarstrom   | 1987 SK    | 18 set 1987 | Toyota            | K. Suzuki, T. Urata       | —         | MPC                           |
| 4605 Nikitin       | 1987 SV17  | 18 set 1987 | Nauchnij          | L. I. Chernykh            | —         | MPC                           |
| 4606 Saheki        | 1987 UM1   | 27 out 1987 | Geisei            | T. Seki                   | —         | MPC                           |
| 4607 Seilandfarm   | 1987 WR    | 25 nov 1987 | Kitami            | K. Endate, K. Watanabe    | —         | MPC                           |
| 4608 Wodehouse     | 1988 BW3   | 19 jan 1988 | La Silla          | H. Debehogne              | —         | MPC                           |
| 4609 Pizarro       | 1988 CT3   | 13 fev 1988 | La Silla          | E. W. Elst                | —         | MPC                           |
| 4610 Kájov         | 1989 FO    | 26 mar 1989 | Kleť              | A. Mrkos                  | —         | MPC                           |
| 4611 Vulkaneifel   | 1989 GR6   | 5 abr 1989  | La Silla          | M. Geffert                | Phocaea   | MPC                           |
| 4612 Greenstein    | 1989 JG    | 2 mai 1989  | Palomar           | E. F. Helin               | —         | MPC                           |
| 4613 Mamoru        | 1990 OM    | 22 jul 1990 | JCPM Sapporo      | K. Watanabe               | —         | MPC                           |
| 4614 Masamura      | 1990 QN    | 21 ago 1990 | Kani              | Y. Mizuno, T. Furuta      | —         | MPC                           |
| 4615 Zinner        | A923 RH    | 13 set 1923 | Heidelberg        | K. Reinmuth               | —         | MPC                           |
| 4616 Batalov       | 1975 BF    | 17 jan 1975 | Nauchnij          | L. I. Chernykh            | —         | MPC                           |
| 4617 Zadunaisky    | 1976 DK    | 22 fev 1976 | El Leoncito       | Félix Aguilar Obs.        | —         | MPC                           |
| 4618 Shakhovskoj   | 1977 RJ3   | 12 set 1977 | Nauchnij          | N. S. Chernykh            | Pallas    | MPC                           |
| 4619 Polyakhova    | 1977 RB7   | 11 set 1977 | Nauchnij          | N. S. Chernykh            | —         | MPC                           |
| 4620 Bickley       | 1978 OK    | 28 jul 1978 | Bickley           | Perth Obs.                | —         | MPC                           |
| 4621 Tambov        | 1979 QE10  | 27 ago 1979 | Nauchnij          | N. S. Chernykh            | —         | MPC                           |
| 4622 Solovjova     | 1979 WE2   | 16 nov 1979 | Nauchnij          | L. I. Chernykh            | —         | MPC                           |
| 4623 Obraztsova    | 1981 UT15  | 24 out 1981 | Nauchnij          | L. I. Chernykh            | —         | MPC                           |
| 4624 Stefani       | 1982 FV2   | 23 mar 1982 | Palomar           | C. S. Shoemaker           | —         | MPC                           |
| 4625 Shchedrin     | 1982 UG6   | 20 out 1982 | Nauchnij          | L. G. Karachkina          | —         | MPC                           |
| 4626 Plisetskaya   | 1984 YU1   | 23 dez 1984 | Nauchnij          | L. G. Karachkina          | —         | MPC                           |
| 4627 Pinomogavero  | 1985 RT2   | 5 set 1985  | La Silla          | H. Debehogne              | —         | MPC                           |
| 4628 Laplace       | 1986 RU4   | 7 set 1986  | Smolyan           | E. W. Elst                | Phocaea   | MPC                           |
| 4629 Walford       | 1986 TD7   | 7 out 1986  | Palomar           | E. F. Helin               | —         | MPC                           |
| 4630 Chaonis       | 1987 WA    | 18 nov 1987 | Chions            | J. M. Baur                | —         | MPC                           |
| 4631 Yabu          | 1987 WE1   | 22 nov 1987 | Kushiro           | S. Ueda, H. Kaneda        | —         | MPC                           |
| 4632 Udagawa       | 1987 YB    | 17 dez 1987 | Chiyoda           | T. Kojima                 | —         | MPC                           |
| 4633 Marinbica     | 1988 AJ5   | 14 jan 1988 | La Silla          | H. Debehogne              | —         | MPC                           |
| 4634 Shibuya       | 1988 BA    | 16 jan 1988 | Kobuchizawa       | M. Inoue, O. Muramatsu    | —         | MPC                           |
| 4635 Rimbaud       | 1988 BJ1   | 21 jan 1988 | Haute-Provence    | E. W. Elst                | —         | MPC                           |
| 4636 Chile         | 1988 CJ5   | 13 fev 1988 | La Silla          | E. W. Elst                | Phocaea   | MPC                           |
| 4637 Odorico       | 1989 CT    | 8 fev 1989  | Chions            | J. M. Baur                | —         | MPC                           |
| 4638 Estens        | 1989 EG    | 2 mar 1989  | Siding Spring     | R. H. McNaught            | —         | MPC                           |
| 4639 Minox         | 1989 EK2   | 5 mar 1989  | Geisei            | T. Seki                   | —         | MPC                           |
| 4640 Hara          | 1989 GA    | 1 abr 1989  | Yatsugatake       | Y. Kushida, O. Muramatsu  | —         | MPC                           |
| 4641 Ayako         | 1990 QT3   | 30 ago 1990 | Kitami            | K. Endate, K. Watanabe    | —         | MPC                           |
| 4642 Murchie       | 1990 QG4   | 23 ago 1990 | Palomar           | H. E. Holt                | —         | MPC                           |
| 4643 Cisneros      | 1990 QD6   | 23 ago 1990 | Palomar           | H. E. Holt                | Chloris   | MPC                           |
| 4644 Oumu          | 1990 SR3   | 16 set 1990 | Kitami            | A. Takahashi, K. Watanabe | Phocaea   | MPC                           |
| 4645 Tentaikojo    | 1990 SP4   | 16 set 1990 | Kitami            | T. Fujii, K. Watanabe     | —         | MPC                           |
| 4646 Kwee          | 4009 P-L   | 24 set 1960 | Palomar           | PLS                       | —         | MPC                           |
| 4647 Syuji         | 1931 TU1   | 9 out 1931  | Heidelberg        | K. Reinmuth               | —         | MPC                           |
| 4648 Tirion        | 1931 UE    | 18 out 1931 | Heidelberg        | K. Reinmuth               | —         | MPC                           |
| 4649 Sumoto        | 1936 YD    | 20 dez 1936 | Nice              | M. Laugier                | —         | MPC                           |
| 4650 Mori          | 1950 TF    | 5 out 1950  | Heidelberg        | K. Reinmuth               | —         | MPC                           |
| 4651 Wongkwancheng | 1957 UK1   | 31 out 1957 | Nanking           | Purple Mountain Obs.      | —         | MPC                           |
| 4652 Iannini       | 1975 QO    | 30 ago 1975 | El Leoncito       | Félix Aguilar Obs.        | Eos       | MPC                           |
| 4653 Tommaso       | 1976 GJ2   | 1 abr 1976  | Nauchnij          | N. S. Chernykh            | —         | MPC                           |
| 4654 Gorʹkavyj     | 1977 RJ6   | 11 set 1977 | Nauchnij          | N. S. Chernykh            | —         | MPC                           |
| 4655 Marjoriika    | 1978 RS    | 1 set 1978  | Nauchnij          | N. S. Chernykh            | —         | MPC                           |
| 4656 Huchra        | 1978 VZ3   | 7 nov 1978  | Palomar           | E. F. Helin, S. J. Bus    | —         | MPC                           |
| 4657 Lopez         | 1979 SU9   | 22 set 1979 | Nauchnij          | N. S. Chernykh            | —         | MPC                           |
| 4658 Gavrilov      | 1979 SO11  | 24 set 1979 | Nauchnij          | N. S. Chernykh            | —         | MPC                           |
| 4659 Roddenberry   | 1981 EP20  | 2 mar 1981  | Siding Spring     | S. J. Bus                 | —         | MPC                           |
| 4660 Nereus        | 1982 DB    | 28 fev 1982 | Palomar           | E. F. Helin               | —         | MPC                           |
| 4661 Yebes         | 1982 WM    | 17 nov 1982 | Yebes             | M. de Pascual             | —         | MPC                           |
| 4662 Runk          | 1984 HL    | 19 abr 1984 | Kleť              | A. Mrkos                  | —         | MPC                           |
| 4663 Falta         | 1984 SM1   | 27 set 1984 | Kleť              | A. Mrkos                  | —         | MPC                           |
| 4664 Hanner        | 1985 PJ    | 14 ago 1985 | Anderson Mesa     | E. Bowell                 | —         | MPC                           |
| 4665 Muinonen      | 1985 TZ1   | 15 out 1985 | Anderson Mesa     | E. Bowell                 | —         | MPC                           |
| 4666 Dietz         | 1986 JA1   | 4 mai 1986  | Palomar           | C. S. Shoemaker           | —         | MPC                           |
| 4667 Robbiesh      | 1986 VC    | 4 nov 1986  | Siding Spring     | R. H. McNaught            | —         | MPC                           |
| 4668 Rayjay        | 1987 DX5   | 21 fev 1987 | La Silla          | H. Debehogne              | Brangane  | MPC                           |
| 4669 Høder         | 1987 UF1   | 27 out 1987 | Brorfelde         | P. Jensen                 | —         | MPC                           |
| 4670 Yoshinogawa   | 1987 YJ    | 19 dez 1987 | Geisei            | T. Seki                   | —         | MPC                           |
| 4671 Drtikol       | 1988 AK1   | 10 jan 1988 | Kleť              | A. Mrkos                  | —         | MPC                           |
| 4672 Takuboku      | 1988 HB    | 17 abr 1988 | Kushiro           | S. Ueda, H. Kaneda        | —         | MPC                           |
| 4673 Bortle        | 1988 LF    | 8 jun 1988  | Palomar           | C. S. Shoemaker           | —         | MPC                           |
| 4674 Pauling       | 1989 JC    | 2 mai 1989  | Palomar           | E. F. Helin               | —         | MPC                           |
| 4675 Ohboke        | 1990 SD    | 19 set 1990 | Geisei            | T. Seki                   | —         | MPC                           |
| 4676 Uedaseiji     | 1990 SD4   | 16 set 1990 | Kitami            | T. Fujii, K. Watanabe     | —         | MPC                           |
| 4677 Hiroshi       | 1990 SQ4   | 26 set 1990 | Kitami            | A. Takahashi, K. Watanabe | —         | MPC                           |
| 4678 Ninian        | 1990 SS4   | 24 set 1990 | Siding Spring     | R. H. McNaught            | —         | MPC                           |
| 4679 Sybil         | 1990 TR4   | 9 out 1990  | Siding Spring     | R. H. McNaught            | —         | MPC                           |
| 4680 Lohrmann      | 1937 QC    | 31 ago 1937 | Hamburg-Bergedorf | H.-U. Sandig              | —         | MPC                           |
| 4681 Ermak         | 1969 TC2   | 8 out 1969  | Nauchnij          | L. I. Chernykh            | Brangane  | MPC                           |
| 4682 Bykov         | 1973 SO4   | 27 set 1973 | Nauchnij          | L. I. Chernykh            | —         | MPC                           |
| 4683 Veratar       | 1976 GJ1   | 1 abr 1976  | Nauchnij          | N. S. Chernykh            | —         | MPC                           |
| 4684 Bendjoya      | 1978 GJ    | 10 abr 1978 | La Silla          | H. Debehogne              | —         | MPC                           |
| 4685 Karetnikov    | 1978 SP6   | 27 set 1978 | Nauchnij          | N. S. Chernykh            | —         | MPC                           |
| 4686 Maisica       | 1979 SX2   | 22 set 1979 | Nauchnij          | N. S. Chernykh            | —         | MPC                           |
| 4687 Brunsandrej   | 1979 SJ11  | 24 set 1979 | Nauchnij          | N. S. Chernykh            | Ursula    | MPC                           |
| 4688               | 1980 WF    | 29 nov 1980 | Palomar           | C. T. Kowal               | —         | MPC                           |
| 4689 Donn          | 1980 YB    | 30 dez 1980 | Anderson Mesa     | E. Bowell                 | —         | MPC                           |
| 4690 Strasbourg    | 1983 AJ    | 9 jan 1983  | Anderson Mesa     | B. A. Skiff               | Juno      | MPC                           |
| 4691 Toyen         | 1983 TU    | 7 out 1983  | Kleť              | A. Mrkos                  | —         | MPC                           |
| 4692 SIMBAD        | 1983 VM7   | 4 nov 1983  | Anderson Mesa     | B. A. Skiff               | —         | MPC                           |
| 4693 Drummond      | 1983 WH    | 28 nov 1983 | Anderson Mesa     | E. Bowell                 | —         | MPC                           |
| 4694 Festou        | 1985 PM    | 14 ago 1985 | Anderson Mesa     | E. Bowell                 | —         | MPC                           |
| 4695 Mediolanum    | 1985 RU3   | 7 set 1985  | La Silla          | H. Debehogne              | Phocaea   | MPC                           |
| 4696 Arpigny       | 1985 TP    | 15 out 1985 | Anderson Mesa     | E. Bowell                 | —         | MPC                           |
| 4697 Novara        | 1986 QO    | 26 ago 1986 | La Silla          | H. Debehogne              | —         | MPC                           |
| 4698 Jizera        | 1986 RO1   | 4 set 1986  | Kleť              | A. Mrkos                  | —         | MPC                           |
| 4699 Sootan        | 1986 VE    | 4 nov 1986  | Siding Spring     | R. H. McNaught            | Phocaea   | MPC                           |
| 4700 Carusi        | 1986 VV6   | 6 nov 1986  | Anderson Mesa     | E. Bowell                 | —         | MPC                           |

## 4701–4800
| Designação          | Designação | Descoberta  | Descoberta             | Descobridor(es)             | Categoria | Mais informações / Referência |
| Permanente          | Provisória | Data        | Local                  | Descobridor(es)             | Categoria | Mais informações / Referência |
| ------------------- | ---------- | ----------- | ---------------------- | --------------------------- | --------- | ----------------------------- |
| 4701 Milani         | 1986 VW6   | 6 nov 1986  | Anderson Mesa          | E. Bowell                   | —         | MPC                           |
| 4702 Berounka       | 1987 HW    | 23 abr 1987 | Kleť                   | A. Mrkos                    | —         | MPC                           |
| 4703 Kagoshima      | 1988 BL    | 16 jan 1988 | Kagoshima              | M. Mukai, M. Takeishi       | —         | MPC                           |
| 4704 Sheena         | 1988 BE5   | 28 jan 1988 | Siding Spring          | R. H. McNaught              | Phocaea   | MPC                           |
| 4705 Secchi         | 1988 CK    | 13 fev 1988 | Bologna                | San Vittore Obs.            | —         | MPC                           |
| 4706 Dennisreuter   | 1988 DR    | 16 fev 1988 | Kavalur                | R. Rajamohan                | —         | MPC                           |
| 4707 Khryses        | 1988 PY    | 13 ago 1988 | Palomar                | C. S. Shoemaker             | —         | MPC                           |
| 4708 Polydoros      | 1988 RT    | 11 set 1988 | Palomar                | C. S. Shoemaker             | —         | MPC                           |
| 4709 Ennomos        | 1988 TU2   | 12 out 1988 | Palomar                | C. S. Shoemaker             | —         | MPC                           |
| 4710 Wade           | 1989 AX2   | 4 jan 1989  | Siding Spring          | R. H. McNaught              | —         | MPC                           |
| 4711 Kathy          | 1989 KD    | 31 mai 1989 | Palomar                | H. E. Holt                  | —         | MPC                           |
| 4712 Iwaizumi       | 1989 QE    | 25 ago 1989 | Kitami                 | K. Endate, K. Watanabe      | —         | MPC                           |
| 4713 Steel          | 1989 QL    | 26 ago 1989 | Siding Spring          | R. H. McNaught              | —         | MPC                           |
| 4714 Toyohiro       | 1989 SH    | 29 set 1989 | Kitami                 | T. Fujii, K. Watanabe       | Brangane  | MPC                           |
| 4715                | 1989 TS1   | 9 out 1989  | Gekko                  | Y. Oshima                   | —         | MPC                           |
| 4716 Urey           | 1989 UL5   | 30 out 1989 | Cerro Tololo           | S. J. Bus                   | —         | MPC                           |
| 4717 Kaneko         | 1989 WX    | 20 nov 1989 | Kani                   | Y. Mizuno, T. Furuta        | Brangane  | MPC                           |
| 4718 Araki          | 1990 VP3   | 13 nov 1990 | Kitami                 | T. Fujii, K. Watanabe       | —         | MPC                           |
| 4719 Burnaby        | 1990 WT2   | 21 nov 1990 | Kushiro                | S. Ueda, H. Kaneda          | —         | MPC                           |
| 4720 Tottori        | 1990 YG    | 19 dez 1990 | Kushiro                | S. Ueda, H. Kaneda          | —         | MPC                           |
| 4721 Atahualpa      | 4239 T-2   | 29 set 1973 | Palomar                | PLS                         | —         | MPC                           |
| 4722 Agelaos        | 4271 T-3   | 16 out 1977 | Palomar                | PLS                         | —         | MPC                           |
| 4723 Wolfgangmattig | 1937 TB    | 11 out 1937 | Heidelberg             | K. Reinmuth                 | —         | MPC                           |
| 4724 Brocken        | 1961 BC    | 18 jan 1961 | Tautenburg Observatory | C. Hoffmeister, J. Schubart | —         | MPC                           |
| 4725 Milone         | 1975 YE    | 31 dez 1975 | El Leoncito            | Félix Aguilar Obs.          | —         | MPC                           |
| 4726 Federer        | 1976 SV10  | 25 set 1976 | Harvard Observatory    | Harvard Obs.                | —         | MPC                           |
| 4727 Ravel          | 1979 UD1   | 24 out 1979 | Tautenburg Observatory | F. Börngen                  | —         | MPC                           |
| 4728 Lyapidevskij   | 1979 VG    | 11 nov 1979 | Nauchnij               | N. S. Chernykh              | —         | MPC                           |
| 4729 Mikhailmilʹ    | 1980 RO2   | 8 set 1980  | Nauchnij               | L. V. Zhuravleva            | —         | MPC                           |
| 4730 Xingmingzhou   | 1980 XZ    | 7 dez 1980  | Nanking                | Purple Mountain Obs.        | Brangane  | MPC                           |
| 4731 Monicagrady    | 1981 EE9   | 1 mar 1981  | Siding Spring          | S. J. Bus                   | —         | MPC                           |
| 4732 Froeschlé      | 1981 JG    | 3 mai 1981  | Anderson Mesa          | E. Bowell                   | —         | MPC                           |
| 4733 ORO            | 1982 HB2   | 19 abr 1982 | Harvard Observatory    | Oak Ridge Observatory       | —         | MPC                           |
| 4734 Rameau         | 1982 UQ3   | 19 out 1982 | Tautenburg Observatory | F. Börngen                  | Mitidika  | MPC                           |
| 4735 Gary           | 1983 AN    | 9 jan 1983  | Anderson Mesa          | E. Bowell                   | —         | MPC                           |
| 4736 Johnwood       | 1983 AF2   | 13 jan 1983 | Palomar                | C. S. Shoemaker             | —         | MPC                           |
| 4737 Kiladze        | 1985 QO6   | 24 ago 1985 | Nauchnij               | N. S. Chernykh              | —         | MPC                           |
| 4738 Jimihendrix    | 1985 RZ4   | 15 set 1985 | Palomar                | D. B. Goldstein             | Phocaea   | MPC                           |
| 4739 Tomahrens      | 1985 TH1   | 15 out 1985 | Anderson Mesa          | E. Bowell                   | —         | MPC                           |
| 4740 Veniamina      | 1985 UV4   | 22 out 1985 | Nauchnij               | L. V. Zhuravleva            | —         | MPC                           |
| 4741 Leskov         | 1985 VP3   | 10 nov 1985 | Nauchnij               | L. G. Karachkina            | —         | MPC                           |
| 4742 Caliumi        | 1986 WG    | 26 nov 1986 | Bologna                | San Vittore Obs.            | —         | MPC                           |
| 4743 Kikuchi        | 1988 DA    | 16 fev 1988 | Kitami                 | T. Fujii, K. Watanabe       | —         | MPC                           |
| 4744 Rovereto       | 1988 RF5   | 2 set 1988  | La Silla               | H. Debehogne                | —         | MPC                           |
| 4745 Nancymarie     | 1989 NG1   | 9 jul 1989  | Palomar                | H. E. Holt                  | —         | MPC                           |
| 4746 Doi            | 1989 TP1   | 9 out 1989  | Kitami                 | A. Takahashi, K. Watanabe   | —         | MPC                           |
| 4747 Jujo           | 1989 WB    | 19 nov 1989 | Kushiro                | S. Ueda, H. Kaneda          | Brangane  | MPC                           |
| 4748 Tokiwagozen    | 1989 WV    | 20 nov 1989 | Toyota                 | K. Suzuki, T. Urata         | —         | MPC                           |
| 4749 Ledzeppelin    | 1989 WE1   | 22 nov 1989 | Uenohara               | N. Kawasato                 | Brangane  | MPC                           |
| 4750 Mukai          | 1990 XC1   | 15 dez 1990 | Kitami                 | T. Fujii, K. Watanabe       | —         | MPC                           |
| 4751 Alicemanning   | 1991 BG    | 17 jan 1991 | Stakenbridge           | B. G. W. Manning            | —         | MPC                           |
| 4752 Myron          | 1309 T-2   | 29 set 1973 | Palomar                | PLS                         | —         | MPC                           |
| 4753 Phidias        | 4059 T-3   | 16 out 1977 | Palomar                | PLS                         | —         | MPC                           |
| 4754 Panthoos       | 5010 T-3   | 16 out 1977 | Palomar                | PLS                         | —         | MPC                           |
| 4755 Nicky          | 1931 TE4   | 6 out 1931  | Flagstaff              | C. W. Tombaugh              | —         | MPC                           |
| 4756 Asaramas       | 1950 HJ    | 21 abr 1950 | La Plata Observatory   | La Plata Obs.               | Brangane  | MPC                           |
| 4757 Liselotte      | 1973 ST    | 19 set 1973 | Palomar                | PLS                         | Juno      | MPC                           |
| 4758 Hermitage      | 1978 SN4   | 27 set 1978 | Nauchnij               | L. I. Chernykh              | —         | MPC                           |
| 4759 Åretta         | 1978 VG10  | 7 nov 1978  | Palomar                | E. F. Helin, S. J. Bus      | —         | MPC                           |
| 4760 Jia-xiang      | 1981 GN1   | 1 abr 1981  | Harvard Observatory    | Harvard Obs.                | —         | MPC                           |
| 4761 Urrutia        | 1981 QC    | 27 ago 1981 | La Silla               | H.-E. Schuster              | —         | MPC                           |
| 4762 Dobrynya       | 1982 SC6   | 16 set 1982 | Nauchnij               | L. I. Chernykh              | —         | MPC                           |
| 4763 Ride           | 1983 BM    | 22 jan 1983 | Anderson Mesa          | E. Bowell                   | —         | MPC                           |
| 4764 Joneberhart    | 1983 CC    | 11 fev 1983 | Anderson Mesa          | E. Bowell                   | Juno      | MPC                           |
| 4765 Wasserburg     | 1986 JN1   | 5 mai 1986  | Palomar                | C. S. Shoemaker             | Hungaria  | MPC                           |
| 4766 Malin          | 1987 FF1   | 28 mar 1987 | Palomar                | E. F. Helin                 | Phocaea   | MPC                           |
| 4767 Sutoku         | 1987 GC    | 4 abr 1987  | Ojima                  | T. Niijima, T. Urata        | —         | MPC                           |
| 4768 Hartley        | 1988 PH1   | 11 ago 1988 | Siding Spring          | A. J. Noymer                | —         | MPC                           |
| 4769 Castalia       | 1989 PB    | 9 ago 1989  | Palomar                | E. F. Helin                 | —         | MPC                           |
| 4770 Lane           | 1989 PC    | 9 ago 1989  | Palomar                | E. F. Helin                 | —         | MPC                           |
| 4771 Hayashi        | 1989 RM2   | 7 set 1989  | Kitami                 | M. Yanai, K. Watanabe       | —         | MPC                           |
| 4772 Frankdrake     | 1989 VM    | 2 nov 1989  | Okutama                | T. Hioki, N. Kawasato       | —         | MPC                           |
| 4773 Hayakawa       | 1989 WF    | 17 nov 1989 | Kitami                 | K. Endate, K. Watanabe      | —         | MPC                           |
| 4774 Hobetsu        | 1991 CV1   | 14 fev 1991 | Kushiro                | S. Ueda, H. Kaneda          | —         | MPC                           |
| 4775 Hansen         | 1927 TC    | 3 out 1927  | Heidelberg             | M. F. Wolf                  | —         | MPC                           |
| 4776 Luyi           | 1975 VD    | 3 nov 1975  | Harvard Observatory    | Harvard Obs.                | —         | MPC                           |
| 4777 Aksenov        | 1976 SM2   | 24 set 1976 | Nauchnij               | N. S. Chernykh              | —         | MPC                           |
| 4778 Fuss           | 1978 TV8   | 9 out 1978  | Nauchnij               | L. V. Zhuravleva            | —         | MPC                           |
| 4779 Whitley        | 1978 XQ    | 6 dez 1978  | Palomar                | E. Bowell, A. Warnock       | —         | MPC                           |
| 4780 Polina         | 1979 HE5   | 25 abr 1979 | Nauchnij               | N. S. Chernykh              | —         | MPC                           |
| 4781 Sládkovič      | 1980 TP    | 3 out 1980  | Kleť                   | Z. Vávrová                  | —         | MPC                           |
| 4782 Gembloux       | 1980 TH3   | 14 out 1980 | Haute-Provence         | H. Debehogne, L. Houziaux   | —         | MPC                           |
| 4783 Wasson         | 1983 AH1   | 12 jan 1983 | Palomar                | C. S. Shoemaker             | —         | MPC                           |
| 4784 Samcarin       | 1984 DF1   | 28 fev 1984 | La Silla               | H. Debehogne                | —         | MPC                           |
| 4785 Petrov         | 1984 YH1   | 17 dez 1984 | Nauchnij               | L. G. Karachkina            | —         | MPC                           |
| 4786 Tatianina      | 1985 PE2   | 13 ago 1985 | Nauchnij               | N. S. Chernykh              | —         | MPC                           |
| 4787 Shulʹzhenko    | 1986 RC7   | 6 set 1986  | Nauchnij               | L. V. Zhuravleva            | —         | MPC                           |
| 4788 Simpson        | 1986 TL1   | 4 out 1986  | Anderson Mesa          | E. Bowell                   | —         | MPC                           |
| 4789 Sprattia       | 1987 UU2   | 20 out 1987 | Climenhaga             | D. D. Balam                 | —         | MPC                           |
| 4790 Petrpravec     | 1988 PP    | 9 ago 1988  | Palomar                | E. F. Helin                 | —         | MPC                           |
| 4791 Iphidamas      | 1988 PB1   | 14 ago 1988 | Palomar                | C. S. Shoemaker             | —         | MPC                           |
| 4792 Lykaon         | 1988 RK1   | 10 set 1988 | Palomar                | C. S. Shoemaker             | —         | MPC                           |
| 4793 Slessor        | 1988 RR4   | 1 set 1988  | La Silla               | H. Debehogne                | Eos       | MPC                           |
| 4794 Bogard         | 1988 SO2   | 16 set 1988 | Cerro Tololo           | S. J. Bus                   | —         | MPC                           |
| 4795 Kihara         | 1989 CB1   | 7 fev 1989  | Kitami                 | A. Takahashi, K. Watanabe   | —         | MPC                           |
| 4796 Lewis          | 1989 LU    | 3 jun 1989  | Palomar                | E. F. Helin                 | —         | MPC                           |
| 4797 Ako            | 1989 SJ    | 30 set 1989 | Minami-Oda             | T. Nomura, K. Kawanishi     | —         | MPC                           |
| 4798 Mercator       | 1989 SU1   | 26 set 1989 | La Silla               | E. W. Elst                  | —         | MPC                           |
| 4799 Hirasawa       | 1989 TC1   | 8 out 1989  | Kani                   | Y. Mizuno, T. Furuta        | —         | MPC                           |
| 4800 Veveri         | 1989 TG17  | 9 out 1989  | La Silla               | H. Debehogne                | Brangane  | MPC                           |

## 4801–4900
| Designação          | Designação | Descoberta  | Descoberta             | Descobridor(es)                  | Categoria | Mais informações / Referência |
| Permanente          | Provisória | Data        | Local                  | Descobridor(es)                  | Categoria | Mais informações / Referência |
| ------------------- | ---------- | ----------- | ---------------------- | -------------------------------- | --------- | ----------------------------- |
| 4801 Ohře           | 1989 UR4   | 22 out 1989 | Kleť                   | A. Mrkos                         | —         | MPC                           |
| 4802 Khatchaturian  | 1989 UA7   | 23 out 1989 | Tautenburg Observatory | F. Börngen                       | —         | MPC                           |
| 4803 Birkle         | 1989 XA    | 1 dez 1989  | Chions                 | J. M. Baur                       | —         | MPC                           |
| 4804 Pasteur        | 1989 XC1   | 2 dez 1989  | La Silla               | E. W. Elst                       | —         | MPC                           |
| 4805 Asteropaios    | 1990 VH7   | 13 nov 1990 | Palomar                | C. S. Shoemaker                  | —         | MPC                           |
| 4806 Miho           | 1990 YJ    | 22 dez 1990 | Yakiimo                | A. Natori, T. Urata              | —         | MPC                           |
| 4807 Noboru         | 1991 AO    | 10 jan 1991 | Oizumi                 | T. Kobayashi                     | —         | MPC                           |
| 4808 Ballaero       | 1925 BA    | 21 jan 1925 | Heidelberg             | K. Reinmuth                      | —         | MPC                           |
| 4809 Robertball     | 1928 RB    | 5 set 1928  | Heidelberg             | M. F. Wolf                       | —         | MPC                           |
| 4810 Ruslanova      | 1972 GL    | 14 abr 1972 | Nauchnij               | L. I. Chernykh                   | —         | MPC                           |
| 4811 Semashko       | 1973 SO3   | 25 set 1973 | Nauchnij               | L. V. Zhuravleva                 | —         | MPC                           |
| 4812 Hakuhou        | 1977 DL3   | 18 fev 1977 | Kiso                   | H. Kosai, K. Furukawa            | —         | MPC                           |
| 4813 Terebizh       | 1977 RR7   | 11 set 1977 | Nauchnij               | N. S. Chernykh                   | —         | MPC                           |
| 4814 Casacci        | 1978 RW    | 1 set 1978  | Nauchnij               | N. S. Chernykh                   | —         | MPC                           |
| 4815 Anders         | 1981 EA28  | 2 mar 1981  | Siding Spring          | S. J. Bus                        | —         | MPC                           |
| 4816 Connelly       | 1981 PK    | 3 ago 1981  | Anderson Mesa          | E. Bowell                        | —         | MPC                           |
| 4817 Gliba          | 1984 DC1   | 27 fev 1984 | La Silla               | H. Debehogne                     | —         | MPC                           |
| 4818 Elgar          | 1984 EM    | 1 mar 1984  | Anderson Mesa          | E. Bowell                        | —         | MPC                           |
| 4819 Gifford        | 1985 KC    | 24 mai 1985 | Lake Tekapo            | A. C. Gilmore, P. M. Kilmartin   | —         | MPC                           |
| 4820 Fay            | 1985 RZ    | 15 set 1985 | Palomar                | C. S. Shoemaker                  | —         | MPC                           |
| 4821 Bianucci       | 1986 EE5   | 5 mar 1986  | La Silla               | W. Ferreri                       | —         | MPC                           |
| 4822 Karge          | 1986 TC1   | 4 out 1986  | Anderson Mesa          | E. Bowell                        | —         | MPC                           |
| 4823 Libenice       | 1986 TO3   | 4 out 1986  | Kleť                   | A. Mrkos                         | —         | MPC                           |
| 4824 Stradonice     | 1986 WL1   | 25 nov 1986 | Kleť                   | A. Mrkos                         | —         | MPC                           |
| 4825 Ventura        | 1988 CS2   | 11 fev 1988 | La Silla               | E. W. Elst                       | —         | MPC                           |
| 4826 Wilhelms       | 1988 JO    | 11 mai 1988 | Palomar                | C. S. Shoemaker                  | —         | MPC                           |
| 4827 Dares          | 1988 QE    | 17 ago 1988 | Palomar                | C. S. Shoemaker                  | —         | MPC                           |
| 4828 Misenus        | 1988 RV    | 11 set 1988 | Palomar                | C. S. Shoemaker                  | —         | MPC                           |
| 4829 Sergestus      | 1988 RM1   | 10 set 1988 | Palomar                | C. S. Shoemaker                  | —         | MPC                           |
| 4830 Thomascooley   | 1988 RG4   | 1 set 1988  | La Silla               | H. Debehogne                     | —         | MPC                           |
| 4831 Baldwin        | 1988 RX11  | 14 set 1988 | Cerro Tololo           | S. J. Bus                        | —         | MPC                           |
| 4832 Palinurus      | 1988 TU1   | 12 out 1988 | Palomar                | C. S. Shoemaker                  | —         | MPC                           |
| 4833 Meges          | 1989 AL2   | 8 jan 1989  | Palomar                | C. S. Shoemaker                  | Vesta     | MPC                           |
| 4834 Thoas          | 1989 AM2   | 11 jan 1989 | Palomar                | C. S. Shoemaker                  | Vesta     | MPC                           |
| 4835                | 1989 BQ    | 29 jan 1989 | Tokushima              | M. Iwamoto, T. Furuta            | Vesta     | MPC                           |
| 4836 Medon          | 1989 CK1   | 2 fev 1989  | Palomar                | C. S. Shoemaker                  | Vesta     | MPC                           |
| 4837 Bickerton      | 1989 ME    | 30 jun 1989 | Lake Tekapo            | A. C. Gilmore, P. M. Kilmartin   | —         | MPC                           |
| 4838 Billmclaughlin | 1989 NJ    | 2 jul 1989  | Palomar                | E. F. Helin                      | —         | MPC                           |
| 4839 Daisetsuzan    | 1989 QG    | 25 ago 1989 | Kitami                 | K. Endate, K. Watanabe           | —         | MPC                           |
| 4840 Otaynang       | 1989 UY    | 23 out 1989 | Gekko                  | Y. Oshima                        | —         | MPC                           |
| 4841 Manjiro        | 1989 UO3   | 28 out 1989 | Geisei                 | T. Seki                          | —         | MPC                           |
| 4842 Atsushi        | 1989 WK    | 21 nov 1989 | Kushiro                | S. Ueda, H. Kaneda               | —         | MPC                           |
| 4843 Mégantic       | 1990 DR4   | 28 fev 1990 | La Silla               | H. Debehogne                     | Brangane  | MPC                           |
| 4844 Matsuyama      | 1991 BA2   | 23 jan 1991 | Kushiro                | S. Ueda, H. Kaneda               | —         | MPC                           |
| 4845 Tsubetsu       | 1991 EC1   | 5 mar 1991  | Kitami                 | K. Endate, K. Watanabe           | —         | MPC                           |
| 4846 Tuthmosis      | 6575 P-L   | 24 set 1960 | Palomar                | PLS                              | —         | MPC                           |
| 4847 Amenhotep      | 6787 P-L   | 24 set 1960 | Palomar                | PLS                              | —         | MPC                           |
| 4848 Tutenchamun    | 3233 T-2   | 30 set 1973 | Palomar                | PLS                              | Ursula    | MPC                           |
| 4849 Ardenne        | 1936 QV    | 17 ago 1936 | Heidelberg             | K. Reinmuth                      | —         | MPC                           |
| 4850 Palestrina     | 1973 UJ5   | 27 out 1973 | Tautenburg Observatory | F. Börngen                       | —         | MPC                           |
| 4851 Vodopʹyanova   | 1976 US1   | 26 out 1976 | Nauchnij               | T. M. Smirnova                   | —         | MPC                           |
| 4852 Pamjones       | 1977 JD    | 15 mai 1977 | Nauchnij               | N. S. Chernykh                   | —         | MPC                           |
| 4853 Marielukac     | 1979 ML    | 28 jun 1979 | Cerro El Roble         | C. Torres                        | —         | MPC                           |
| 4854 Edscott        | 1981 ED27  | 2 mar 1981  | Siding Spring          | S. J. Bus                        | Brangane  | MPC                           |
| 4855 Tenpyou        | 1982 VM5   | 14 nov 1982 | Kiso                   | H. Kosai, K. Furukawa            | —         | MPC                           |
| 4856 Seaborg        | 1983 LJ    | 11 jun 1983 | Palomar                | C. S. Shoemaker                  | —         | MPC                           |
| 4857 Altgamia       | 1984 FM    | 29 mar 1984 | Palomar                | C. S. Shoemaker                  | —         | MPC                           |
| 4858 Vorobjov       | 1985 UA    | 23 out 1985 | Palomar                | J. Gibson                        | —         | MPC                           |
| 4859 Fraknoi        | 1986 TJ2   | 7 out 1986  | Anderson Mesa          | E. Bowell                        | —         | MPC                           |
| 4860 Gubbio         | 1987 EP    | 3 mar 1987  | Anderson Mesa          | E. Bowell                        | —         | MPC                           |
| 4861 Nemirovskij    | 1987 QU10  | 27 ago 1987 | Nauchnij               | L. G. Karachkina                 | —         | MPC                           |
| 4862 Loke           | 1987 SJ5   | 30 set 1987 | Brorfelde              | P. Jensen                        | —         | MPC                           |
| 4863 Yasutani       | 1987 VH1   | 13 nov 1987 | Kushiro                | S. Ueda, H. Kaneda               | —         | MPC                           |
| 4864 Nimoy          | 1988 RA5   | 2 set 1988  | La Silla               | H. Debehogne                     | —         | MPC                           |
| 4865 Sor            | 1988 UJ    | 18 out 1988 | Geisei                 | T. Seki                          | Brangane  | MPC                           |
| 4866 Badillo        | 1988 VB3   | 10 nov 1988 | Chiyoda                | T. Kojima                        | —         | MPC                           |
| 4867 Polites        | 1989 SZ    | 27 set 1989 | Palomar                | C. S. Shoemaker                  | —         | MPC                           |
| 4868 Knushevia      | 1989 UN2   | 27 out 1989 | Palomar                | E. F. Helin                      | Juno      | MPC                           |
| 4869 Piotrovsky     | 1989 UE8   | 26 out 1989 | Nauchnij               | L. I. Chernykh                   | —         | MPC                           |
| 4870 Shcherbanʹ     | 1989 UK8   | 25 out 1989 | Nauchnij               | L. V. Zhuravleva                 | —         | MPC                           |
| 4871 Riverside      | 1989 WH1   | 24 nov 1989 | Ayashi Station         | M. Koishikawa                    | —         | MPC                           |
| 4872 Grieg          | 1989 YH7   | 25 dez 1989 | Tautenburg Observatory | F. Börngen                       | —         | MPC                           |
| 4873 Fukaya         | 1990 EC    | 4 mar 1990  | Dynic                  | A. Sugie                         | Brangane  | MPC                           |
| 4874 Burke          | 1991 AW    | 12 jan 1991 | Palomar                | E. F. Helin                      | Phocaea   | MPC                           |
| 4875 Ingalls        | 1991 DJ    | 19 fev 1991 | Yatsugatake            | Y. Kushida, R. Kushida           | —         | MPC                           |
| 4876 Strabo         | 1133 T-2   | 29 set 1973 | Palomar                | PLS                              | —         | MPC                           |
| 4877 Humboldt       | 5066 T-2   | 25 set 1973 | Palomar                | PLS                              | Phocaea   | MPC                           |
| 4878 Gilhutton      | 1968 OF    | 18 jul 1968 | Cerro El Roble         | C. Torres, S. Cofré              | —         | MPC                           |
| 4879 Zykina         | 1974 VG    | 12 nov 1974 | Nauchnij               | L. I. Chernykh                   | —         | MPC                           |
| 4880 Tovstonogov    | 1975 TR4   | 14 out 1975 | Nauchnij               | L. I. Chernykh                   | —         | MPC                           |
| 4881 Robmackintosh  | 1975 XJ    | 1 dez 1975  | Cerro El Roble         | C. Torres                        | —         | MPC                           |
| 4882 Divari         | 1977 QU2   | 21 ago 1977 | Nauchnij               | N. S. Chernykh                   | —         | MPC                           |
| 4883 Korolirina     | 1978 RJ1   | 5 set 1978  | Nauchnij               | N. S. Chernykh                   | —         | MPC                           |
| 4884 Bragaria       | 1979 OK15  | 21 jul 1979 | Nauchnij               | N. S. Chernykh                   | —         | MPC                           |
| 4885 Grange         | 1980 LU    | 10 jun 1980 | Palomar                | C. S. Shoemaker                  | —         | MPC                           |
| 4886 Kojima         | 1981 EZ14  | 1 mar 1981  | Siding Spring          | S. J. Bus                        | —         | MPC                           |
| 4887 Takihiroi      | 1981 EV26  | 2 mar 1981  | Siding Spring          | S. J. Bus                        | —         | MPC                           |
| 4888 Doreen         | 1981 JX1   | 5 mai 1981  | Palomar                | C. S. Shoemaker                  | —         | MPC                           |
| 4889 Praetorius     | 1982 UW3   | 19 out 1982 | Tautenburg Observatory | F. Börngen                       | —         | MPC                           |
| 4890 Shikanosima    | 1982 VE4   | 14 nov 1982 | Kiso                   | H. Kosai, K. Furukawa            | —         | MPC                           |
| 4891 Blaga          | 1984 GR    | 4 abr 1984  | Smolyan                | Bulgarian National Obs.          | —         | MPC                           |
| 4892 Chrispollas    | 1985 TV2   | 11 out 1985 | Caussols               | CERGA                            | —         | MPC                           |
| 4893 Seitter        | 1986 PT4   | 9 ago 1986  | Smolyan                | E. W. Elst, V. G. Ivanova        | —         | MPC                           |
| 4894 Ask            | 1986 RJ    | 8 set 1986  | Brorfelde              | P. Jensen                        | —         | MPC                           |
| 4895 Embla          | 1986 TK4   | 13 out 1986 | Brorfelde              | P. Jensen                        | —         | MPC                           |
| 4896 Tomoegozen     | 1986 YA    | 20 dez 1986 | Ojima                  | T. Niijima, T. Urata             | —         | MPC                           |
| 4897 Tomhamilton    | 1987 QD6   | 22 ago 1987 | Palomar                | E. F. Helin                      | —         | MPC                           |
| 4898 Nishiizumi     | 1988 FJ    | 19 mar 1988 | Palomar                | C. S. Shoemaker                  | —         | MPC                           |
| 4899 Candace        | 1988 JU    | 9 mai 1988  | Palomar                | C. S. Shoemaker, E. M. Shoemaker | —         | MPC                           |
| 4900 Maymelou       | 1988 ME    | 16 jun 1988 | Palomar                | E. F. Helin                      | —         | MPC                           |

## 4901–5000
| Designação          | Designação | Descoberta  | Descoberta             | Descobridor(es)                  | Categoria | Mais informações / Referência |
| Permanente          | Provisória | Data        | Local                  | Descobridor(es)                  | Categoria | Mais informações / Referência |
| ------------------- | ---------- | ----------- | ---------------------- | -------------------------------- | --------- | ----------------------------- |
| 4901 Ó Briain       | 1988 VJ    | 3 nov 1988  | Yorii                  | M. Arai, H. Mori                 | —         | MPC                           |
| 4902 Thessandrus    | 1989 AN2   | 9 jan 1989  | Palomar                | C. S. Shoemaker                  | Vesta     | MPC                           |
| 4903 Ichikawa       | 1989 UD    | 20 out 1989 | Kani                   | Y. Mizuno, T. Furuta             | —         | MPC                           |
| 4904 Makio          | 1989 WZ    | 21 nov 1989 | Kani                   | Y. Mizuno, T. Furuta             | —         | MPC                           |
| 4905 Hiromi         | 1991 JM1   | 15 mai 1991 | Kitami                 | A. Takahashi, K. Watanabe        | —         | MPC                           |
| 4906 Seneferu       | 2533 P-L   | 24 set 1960 | Palomar                | PLS                              | —         | MPC                           |
| 4907 Zoser          | 7618 P-L   | 17 out 1960 | Palomar                | PLS                              | —         | MPC                           |
| 4908 Ward           | 1933 SD    | 17 set 1933 | Uccle                  | F. Rigaux                        | —         | MPC                           |
| 4909 Couteau        | 1949 SA1   | 28 set 1949 | Nice                   | M. Laugier                       | —         | MPC                           |
| 4910 Kawasato       | 1953 PR    | 11 ago 1953 | Heidelberg             | K. Reinmuth                      | —         | MPC                           |
| 4911 Rosenzweig     | 1953 UD    | 16 out 1953 | Brooklyn               | Indiana University               | Phocaea   | MPC                           |
| 4912 Emilhaury      | 1953 VX1   | 11 nov 1953 | Brooklyn               | Indiana University               | —         | MPC                           |
| 4913 Wangxuan       | 1965 SO    | 20 set 1965 | Nanking                | Purple Mountain Obs.             | —         | MPC                           |
| 4914 Pardina        | 1969 GD    | 9 abr 1969  | El Leoncito            | Félix Aguilar Obs.               | Phocaea   | MPC                           |
| 4915 Solzhenitsyn   | 1969 TJ2   | 8 out 1969  | Nauchnij               | L. I. Chernykh                   | —         | MPC                           |
| 4916 Brumberg       | 1970 PS    | 10 ago 1970 | Nauchnij               | Crimean Astrophysical Obs.       | —         | MPC                           |
| 4917 Yurilvovia     | 1973 SC6   | 28 set 1973 | Nauchnij               | Crimean Astrophysical Obs.       | —         | MPC                           |
| 4918 Rostropovich   | 1974 QU1   | 24 ago 1974 | Nauchnij               | L. I. Chernykh                   | —         | MPC                           |
| 4919 Vishnevskaya   | 1974 SR1   | 19 set 1974 | Nauchnij               | L. I. Chernykh                   | —         | MPC                           |
| 4920 Gromov         | 1978 PY2   | 8 ago 1978  | Nauchnij               | N. S. Chernykh                   | —         | MPC                           |
| 4921 Volonté        | 1980 SJ    | 29 set 1980 | Kleť                   | Z. Vávrová                       | —         | MPC                           |
| 4922 Leshin         | 1981 EH4   | 2 mar 1981  | Siding Spring          | S. J. Bus                        | —         | MPC                           |
| 4923 Clarke         | 1981 EO27  | 2 mar 1981  | Siding Spring          | S. J. Bus                        | —         | MPC                           |
| 4924 Hiltner        | 1981 EQ40  | 2 mar 1981  | Siding Spring          | S. J. Bus                        | —         | MPC                           |
| 4925 Zhoushan       | 1981 XH2   | 3 dez 1981  | Nanking                | Purple Mountain Obs.             | —         | MPC                           |
| 4926 Smoktunovskij  | 1982 ST6   | 16 set 1982 | Nauchnij               | L. I. Chernykh                   | —         | MPC                           |
| 4927 O'Connell      | 1982 UP2   | 21 out 1982 | Kleť                   | Z. Vávrová                       | —         | MPC                           |
| 4928 Vermeer        | 1982 UG7   | 21 out 1982 | Nauchnij               | L. G. Karachkina                 | —         | MPC                           |
| 4929 Yamatai        | 1982 XV    | 13 dez 1982 | Kiso                   | H. Kosai, K. Furukawa            | —         | MPC                           |
| 4930 Rephiltim      | 1983 AO2   | 10 jan 1983 | Palomar                | S. L. Salyards                   | —         | MPC                           |
| 4931 Tomsk          | 1983 CN3   | 11 fev 1983 | La Silla               | H. Debehogne, G. DeSanctis       | —         | MPC                           |
| 4932 Texstapa       | 1984 EA1   | 9 mar 1984  | Anderson Mesa          | B. A. Skiff                      | —         | MPC                           |
| 4933 Tylerlinder    | 1984 EN1   | 2 mar 1984  | La Silla               | H. Debehogne                     | —         | MPC                           |
| 4934 Rhôneranger    | 1985 JJ    | 15 mai 1985 | Anderson Mesa          | E. Bowell                        | Brangane  | MPC                           |
| 4935 Maslachkova    | 1985 PD2   | 13 ago 1985 | Nauchnij               | N. S. Chernykh                   | —         | MPC                           |
| 4936 Butakov        | 1985 UY4   | 22 out 1985 | Nauchnij               | L. V. Zhuravleva                 | —         | MPC                           |
| 4937 Lintott        | 1986 CL1   | 1 fev 1986  | La Silla               | H. Debehogne                     | —         | MPC                           |
| 4938 Papadopoulos   | 1986 CQ1   | 5 fev 1986  | La Silla               | H. Debehogne                     | —         | MPC                           |
| 4939 Scovil         | 1986 QL1   | 27 ago 1986 | La Silla               | H. Debehogne                     | —         | MPC                           |
| 4940 Polenov        | 1986 QY4   | 18 ago 1986 | Nauchnij               | L. G. Karachkina                 | —         | MPC                           |
| 4941 Yahagi         | 1986 UA    | 25 out 1986 | Toyota                 | K. Suzuki, T. Urata              | —         | MPC                           |
| 4942 Munroe         | 1987 DU6   | 24 fev 1987 | La Silla               | H. Debehogne                     | —         | MPC                           |
| 4943 Lac d'Orient   | 1987 OQ    | 27 jul 1987 | Haute-Provence         | E. W. Elst                       | Phocaea   | MPC                           |
| 4944 Kozlovskij     | 1987 RP3   | 2 set 1987  | Nauchnij               | L. I. Chernykh                   | —         | MPC                           |
| 4945 Ikenozenni     | 1987 SJ    | 18 set 1987 | Toyota                 | K. Suzuki, T. Urata              | —         | MPC                           |
| 4946 Askalaphus     | 1988 BW1   | 21 jan 1988 | Palomar                | C. S. Shoemaker, E. M. Shoemaker | Vesta     | MPC                           |
| 4947 Ninkasi        | 1988 TJ1   | 12 out 1988 | Palomar                | C. S. Shoemaker                  | —         | MPC                           |
| 4948 Hideonishimura | 1988 VF1   | 3 nov 1988  | Oohira                 | Oohira Stn.                      | —         | MPC                           |
| 4949 Akasofu        | 1988 WE    | 29 nov 1988 | Chiyoda                | T. Kojima                        | —         | MPC                           |
| 4950 House          | 1988 XO1   | 7 dez 1988  | Palomar                | E. F. Helin                      | —         | MPC                           |
| 4951 Iwamoto        | 1990 BM    | 21 jan 1990 | Kani                   | Y. Mizuno, T. Furuta             | —         | MPC                           |
| 4952 Kibeshigemaro  | 1990 FC1   | 26 mar 1990 | Dynic                  | A. Sugie                         | —         | MPC                           |
| 4953                | 1990 MU    | 23 jun 1990 | Siding Spring          | R. H. McNaught                   | —         | MPC                           |
| 4954 Eric           | 1990 SQ    | 23 set 1990 | Palomar                | B. Roman                         | —         | MPC                           |
| 4955 Gold           | 1990 SF2   | 17 set 1990 | Palomar                | H. E. Holt                       | Ursula    | MPC                           |
| 4956 Noymer         | 1990 VG1   | 12 nov 1990 | Siding Spring          | R. H. McNaught                   | —         | MPC                           |
| 4957 Brucemurray    | 1990 XJ    | 15 dez 1990 | Palomar                | E. F. Helin                      | —         | MPC                           |
| 4958 Wellnitz       | 1991 NT1   | 13 jul 1991 | Palomar                | H. E. Holt                       | Brangane  | MPC                           |
| 4959 Niinoama       | 1991 PA1   | 15 ago 1991 | Yakiimo                | A. Natori, T. Urata              | —         | MPC                           |
| 4960 Mayo           | 4657 P-L   | 24 set 1960 | Palomar                | PLS                              | —         | MPC                           |
| 4961 Timherder      | 1958 TH1   | 8 out 1958  | Flagstaff              | Lowell Obs.                      | —         | MPC                           |
| 4962 Vecherka       | 1973 TP    | 1 out 1973  | Nauchnij               | T. M. Smirnova                   | —         | MPC                           |
| 4963 Kanroku        | 1977 DR1   | 18 fev 1977 | Kiso                   | H. Kosai, K. Furukawa            | Phocaea   | MPC                           |
| 4964 Kourovka       | 1979 OD15  | 21 jul 1979 | Nauchnij               | N. S. Chernykh                   | —         | MPC                           |
| 4965 Takeda         | 1981 EP28  | 6 mar 1981  | Siding Spring          | S. J. Bus                        | —         | MPC                           |
| 4966 Edolsen        | 1981 EO34  | 2 mar 1981  | Siding Spring          | S. J. Bus                        | —         | MPC                           |
| 4967 Glia           | 1983 CF1   | 11 fev 1983 | Anderson Mesa          | N. G. Thomas                     | —         | MPC                           |
| 4968 Suzamur        | 1986 PQ    | 1 ago 1986  | Palomar                | E. F. Helin                      | —         | MPC                           |
| 4969 Lawrence       | 1986 TU    | 4 out 1986  | Palomar                | E. F. Helin                      | —         | MPC                           |
| 4970 Druyan         | 1988 VO2   | 12 nov 1988 | Palomar                | E. F. Helin                      | —         | MPC                           |
| 4971 Hoshinohiroba  | 1989 BY    | 30 jan 1989 | Kitami                 | T. Fujii, K. Watanabe            | —         | MPC                           |
| 4972 Pachelbel      | 1989 UE7   | 23 out 1989 | Tautenburg Observatory | F. Börngen                       | —         | MPC                           |
| 4973 Showa          | 1990 FT    | 18 mar 1990 | Kitami                 | K. Endate, K. Watanabe           | —         | MPC                           |
| 4974 Elford         | 1990 LA    | 14 jun 1990 | Siding Spring          | R. H. McNaught                   | Phocaea   | MPC                           |
| 4975 Dohmoto        | 1990 SZ1   | 16 set 1990 | Kitami                 | T. Fujii, K. Watanabe            | —         | MPC                           |
| 4976 Choukyongchol  | 1991 PM    | 9 ago 1991  | JCPM Sapporo           | K. Watanabe                      | Brangane  | MPC                           |
| 4977 Rauthgundis    | 2018 P-L   | 24 set 1960 | Palomar                | PLS                              | —         | MPC                           |
| 4978 Seitz          | 4069 T-2   | 29 set 1973 | Palomar                | PLS                              | —         | MPC                           |
| 4979 Otawara        | 1949 PQ    | 2 ago 1949  | Heidelberg             | K. Reinmuth                      | —         | MPC                           |
| 4980 Magomaev       | 1974 SP1   | 19 set 1974 | Nauchnij               | L. I. Chernykh                   | —         | MPC                           |
| 4981 Sinyavskaya    | 1974 VS    | 12 nov 1974 | Nauchnij               | L. I. Chernykh                   | —         | MPC                           |
| 4982 Bartini        | 1977 PE1   | 14 ago 1977 | Nauchnij               | N. S. Chernykh                   | —         | MPC                           |
| 4983 Schroeteria    | 1977 RD7   | 11 set 1977 | Nauchnij               | N. S. Chernykh                   | —         | MPC                           |
| 4984 Patrickmiller  | 1978 VU10  | 7 nov 1978  | Palomar                | E. F. Helin, S. J. Bus           | —         | MPC                           |
| 4985 Fitzsimmons    | 1979 QK4   | 23 ago 1979 | La Silla               | C.-I. Lagerkvist                 | —         | MPC                           |
| 4986 Osipovia       | 1979 SL7   | 23 set 1979 | Nauchnij               | N. S. Chernykh                   | —         | MPC                           |
| 4987 Flamsteed      | 1980 FH12  | 20 mar 1980 | Bickley                | Perth Obs.                       | —         | MPC                           |
| 4988 Chushuho       | 1980 VU1   | 6 nov 1980  | Nanking                | Purple Mountain Obs.             | —         | MPC                           |
| 4989 Joegoldstein   | 1981 DX1   | 28 fev 1981 | Siding Spring          | S. J. Bus                        | Phocaea   | MPC                           |
| 4990 Trombka        | 1981 ET26  | 2 mar 1981  | Siding Spring          | S. J. Bus                        | —         | MPC                           |
| 4991 Hansuess       | 1981 EU29  | 1 mar 1981  | Siding Spring          | S. J. Bus                        | Brangane  | MPC                           |
| 4992 Kálmán         | 1982 UX10  | 25 out 1982 | Nauchnij               | L. V. Zhuravleva                 | —         | MPC                           |
| 4993 Cossard        | 1983 GR    | 11 abr 1983 | La Silla               | H. Debehogne, G. DeSanctis       | —         | MPC                           |
| 4994 Kisala         | 1983 RK3   | 1 set 1983  | La Silla               | H. Debehogne                     | —         | MPC                           |
| 4995 Griffin        | 1984 QR    | 28 ago 1984 | Palomar                | S. R. Swanson                    | —         | MPC                           |
| 4996 Veisberg       | 1986 PX5   | 11 ago 1986 | Nauchnij               | L. G. Karachkina                 | —         | MPC                           |
| 4997 Ksana          | 1986 TM    | 6 out 1986  | Nauchnij               | L. G. Karachkina                 | —         | MPC                           |
| 4998 Kabashima      | 1986 VG    | 5 nov 1986  | Toyota                 | K. Suzuki, T. Urata              | Brangane  | MPC                           |
| 4999 MPC            | 1987 CJ    | 2 fev 1987  | La Silla               | E. W. Elst                       | —         | MPC                           |
| 5000 IAU            | 1987 QN7   | 23 ago 1987 | Palomar                | E. F. Helin                      | —         | MPC                           |